# Travail des femmes

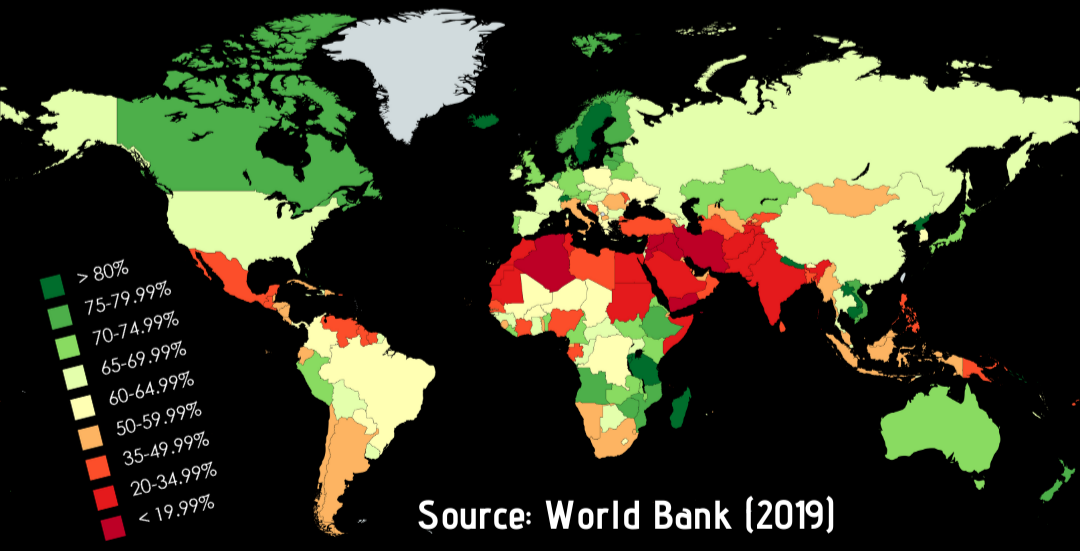
Taux d'emploi des femmes de 15 à 64 ans (2019).

Cet article décrit le travail des femmes dans les sociétés.
Les femmes représentent la moitié de la population active dans le monde. Elles occupent majoritairement des emplois dans les secteurs agricoles et tertiaire (services), notamment dans des postes relationnels ou touchant aux fonctions domestiques (cuisine, ménage, soins de santé, garde et éducation des enfants).
Elles sont plus sujettes à l'emploi précaire ou à temps partiel, et la maternité ou l'idée que s'en font les employeurs constituent souvent un frein à leur progression professionnelle. Les personnes au foyer sont toujours en immense majorité des femmes au foyer.
Dans de nombreux secteurs et pays, à travers le monde, les femmes sont exposées à des inégalités dans l'accès à l'emploi (activités rémunérées ou bénévoles).

## Différentes définitions du travail
Il existe différentes définitions du travail et de l'activité économique, qui sont susceptibles d'introduire de grandes variations dans les statistiques présentées. Selon l'Organisation internationale du travail, est une activité économique toute activité à destination du marché ou destinée à la consommation personnelle qui est susceptible de faire l'objet d'un échange marchand et qui est incluse dans la nomenclature du système de comptabilité nationale définie par l'ONU à des fins d'harmonisation. À titre d'exemple, l'auto-construction d'une habitation est considérée comme une activité économique, tandis que les activités domestiques, la prise en charge des soins aux enfants ou aux personnes âgées ou les activités bénévoles ne le sont pas, ce qui revient à souvent minorer le travail des femmes. La population active comprend, outre les personnes exerçant de telles activités, celles qui sont au chômage ou en recherche de telles activités.
Certains experts opèrent parfois la distinction entre « activité » et « activité rémunérée » afin d'étendre leur champ d'analyse aux prestations non rémunérées : administrer le foyer, s'occuper des enfants et des personnes âgées et pratiquer l'agriculture de subsistance. Selon Henry Wallon, travailler c’est « contribuer par des services particuliers à l’existence de tous, afin d’assurer la sienne propre » Il est évident que dans l'Antiquité, le travail ne rapporte pas de salaire propre avant le Ve siècle av. J.-C..
Les droits qu'ont les femmes par rapport au travail ont varié au cours du temps et géographiquement.

## Antiquité

### Dans les rites funéraires de différentes civilisations
Le rôle des femmes dans les rites funéraires comme pleureuse est attesté à partir de l'Égypte antique (en 1330 avant J.C.) et se pratiquera en Grèce ou à Rome avec les praeficae. Ces femmes avaient pour tâche d'exprimer la douleur de la famille mais aussi cherchent à émouvoir les divinités et montraient aux morts qu'ils étaient regrettés de par leur costume et leurs plaintes. Cette pratique était répandue dans le bassin méditerranéen et est aujourd'hui répandue dans l'Asie ou l'Afrique.

### Grèce antique

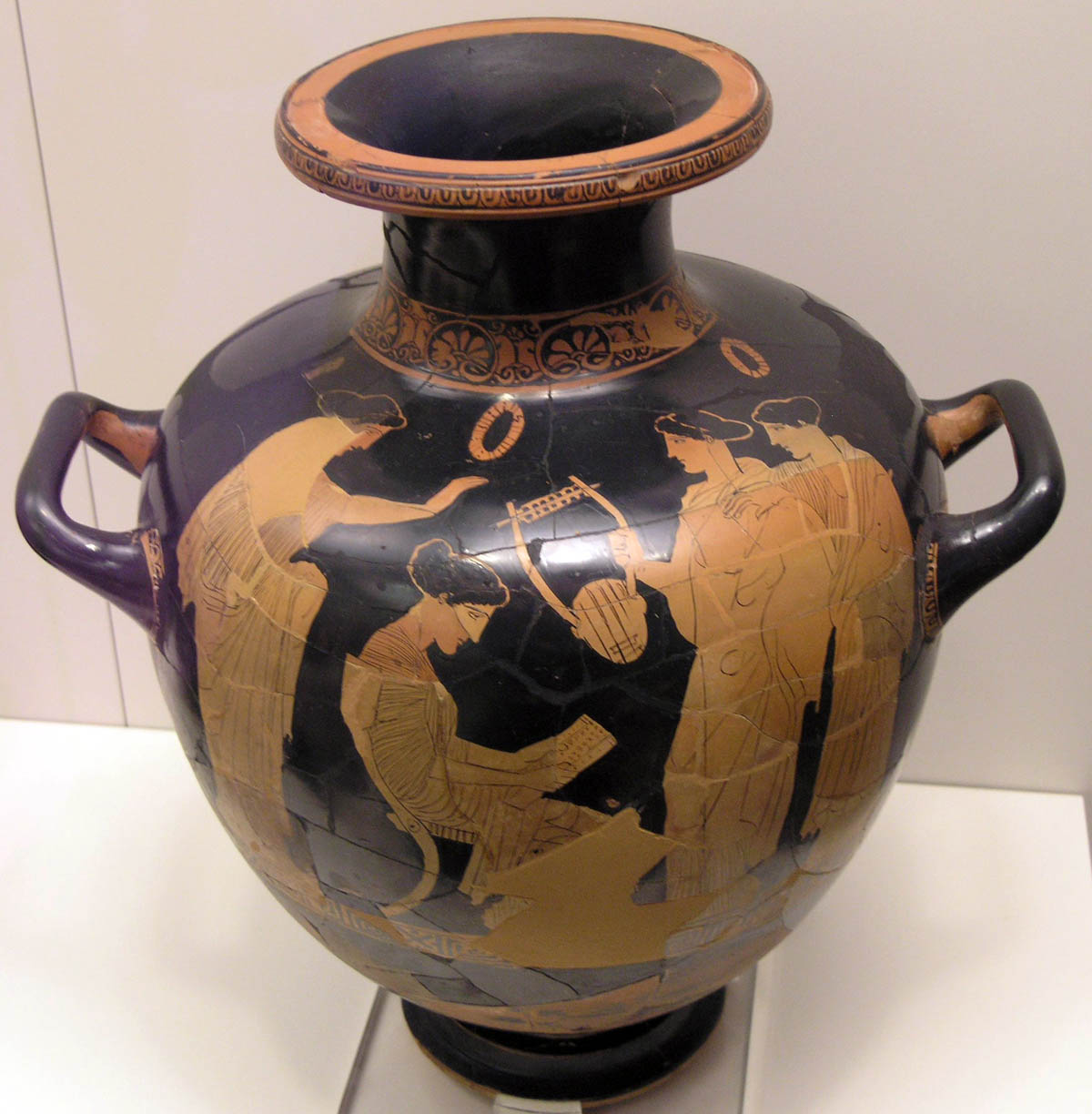
Vase à figures rouges - Sappho lisant un poème à ses amies, vase de Vari, vers 440-430 av. J.‑C., musée national archéologique d'Athènes.

Pour comprendre la place de la femme dans la société grecque antique, il faut comprendre comment elles sont perçues par les hommes du monde antique. Les discours portés par Homère ( VIIIe av. notre ère) et Galien (IIe) sont cohérents entre eux, les grands hommes ont pour habitude de dire du mal des femmes. Pour résumer les obsessions du discours savant, les femmes sont passives et vues comme inférieures aux hommes dans le meilleur des cas[réf. souhaitée].
Le travail ordinaire est rejeté par les citoyens, dont l'activité est avant tout politique, mais la qualité d'ergatis (travailleuse) est une vertu féminine par excellence. 
La musique joue un rôle essentiel dans l'éducation et la culture grecques (voir Musique de la Grèce antique). L'imagerie indique un certain décalage entre la pratique de l’exécution musicale entre les deux sexes, les vases à figures rouges où les femmes sont représentées  alors que bon nombre de ces activités sont exercées par les hommes.[réf. nécessaire]. Cette représentation majoritaire de musiciennes se retrouve sur les poteries de l'Attique et de la Campanie.
Il existe cependant quelques poétesses reconnues dans la Grèce, comme Sappho, aux VIIe et VIe siècles av. J.-C.. Mise à part elle, exception dans le panorama de la Grèce antique, les femmes sont souvent cantonnées au travail domestique. Dans la littérature homérique, leur activité principale reste le tissage. L’exemple phare de cette occupation est Pénélope, femme d’Ulysse, qui reste plusieurs années à attendre son mari en tissant une immense tapisserie. Le tissage est l'activité emblématique des femmes, et le travail féminin (ergon gunaikon) par excellence, le plus noble et le plus célébré, est celui de l'activité textile, qui répond non seulement à des besoins domestiques, mais aussi à des besoins rituels et religieux, indispensables à la vie civique. Même hors des récits mythologiques, cette activité était très développée chez les femmes grecques. Cela leur permettait d’ajouter une source de revenu au foyer en vendant leur production sur les marchés[réf. nécessaire]. Il existe de nombreuses œuvres d’art illustrant des femmes en train de tisser, tandis que les taches dévolues aux esclaves ou celles du quotidien telle que la cuisine, sont très rarement représentées.
L’image de la femme antique cloîtrée dans sa maison est biaisée. En effet, si de riches aristocrates pouvaient se permettre de rester chez elles, la plupart des femmes allaient vendre les productions agricoles ou artisanales de leur mari au marché et allaient elles-mêmes faire les courses lorsqu’elles n’étaient pas assez aisées pour avoir des esclaves à qui elles déléguaient ce rôle.

### Rome antique
Quelques décennies plus tard c’est un schéma similaire qui se répète dans la Rome antique. Les deux principales activités économiques sont l'agriculture et l'activité domestique. Qu'elles soient esclaves ou affranchies, les femmes participent à un large éventail d'activité. Dans les riches propriétés les femmes jouent un rôle majeur dans l’organisation des domaines. En effet, ces matrones devaient diriger des très nombreux esclaves, les faire instruire, les affecter à leur tâche, veiller à la bonne exécution de ces tâches… Lors des absences répétées et longues de son mari, pour des raisons politiques et militaires, la Matrona (matrone) gère la maintenance du domaine et des productions. Elle prend aussi les décisions importantes qui s’imposent. Il s’agit là d’une activité non rémunérée mais pouvant être considérée comme un travail au vu du temps qu'y consacraient ces femmes. Encore une fois, le filage de la laine est une occupation centrale[réf. nécessaire]. Les femmes fabriquaient les vêtements pour toute la famille, qui pouvait être nombreuse. Les femmes n’avaient aucun droit politique. Cependant, à Rome, elles pouvaient devenir vestales : des prêtresses de Vesta, chargées de garder le feu sacré de Rome. Cette charge était très respectée par les Romains et accaparait les vestales à part entière.

## À partir duVesiècle

### Europe du Moyen Âge
En Europe, au Moyen Âge, le travail des femmes est la norme, comme d'ailleurs dans la plupart de l'histoire, leur exclusion massive n'apparaissant qu'au XIXe siècle. Le modèle économique dominant qui apparait au XIIe siècle avec l'essor démographique est celui du couple marié qui travaille ensemble, et qui recourt quelquefois de façon plus ou moins ponctuelle à des tiers salariés ; il vient remplacer le modèle d'économie seigneuriale, où une grande masse, comportant des familles mais aussi de nombreux hommes et femmes célibataires, travaille en priorité pour satisfaire les besoins de quelques seigneurs privilégiés. Avec l'essor des réseaux transrégionaux et  internationaux, se profile aussi une plus grande spécialisation et division du travail. Ce début de division du travail s'étend aussi à une division entre hommes et femmes, avec des domaines de compétence plus spécifiques aux uns et aux autres, les soins « de l'intérieur »— soins de la maison, de la cour, du jardin, des enfants, petit élevage, puis secteurs de l'alimentation, du textile et du petit commerce — étant plus facilement attribuées à ces secondes.

Au XIIIe siècle, différents métiers peuvent être exercés par les femmes, aussi bien médecin que meunière, par exemple. Toutefois, peu à peu, elles sont exclues des métiers les plus prestigieux et rémunérateurs.

Quelques illustrations de travaux au Moyen Âge
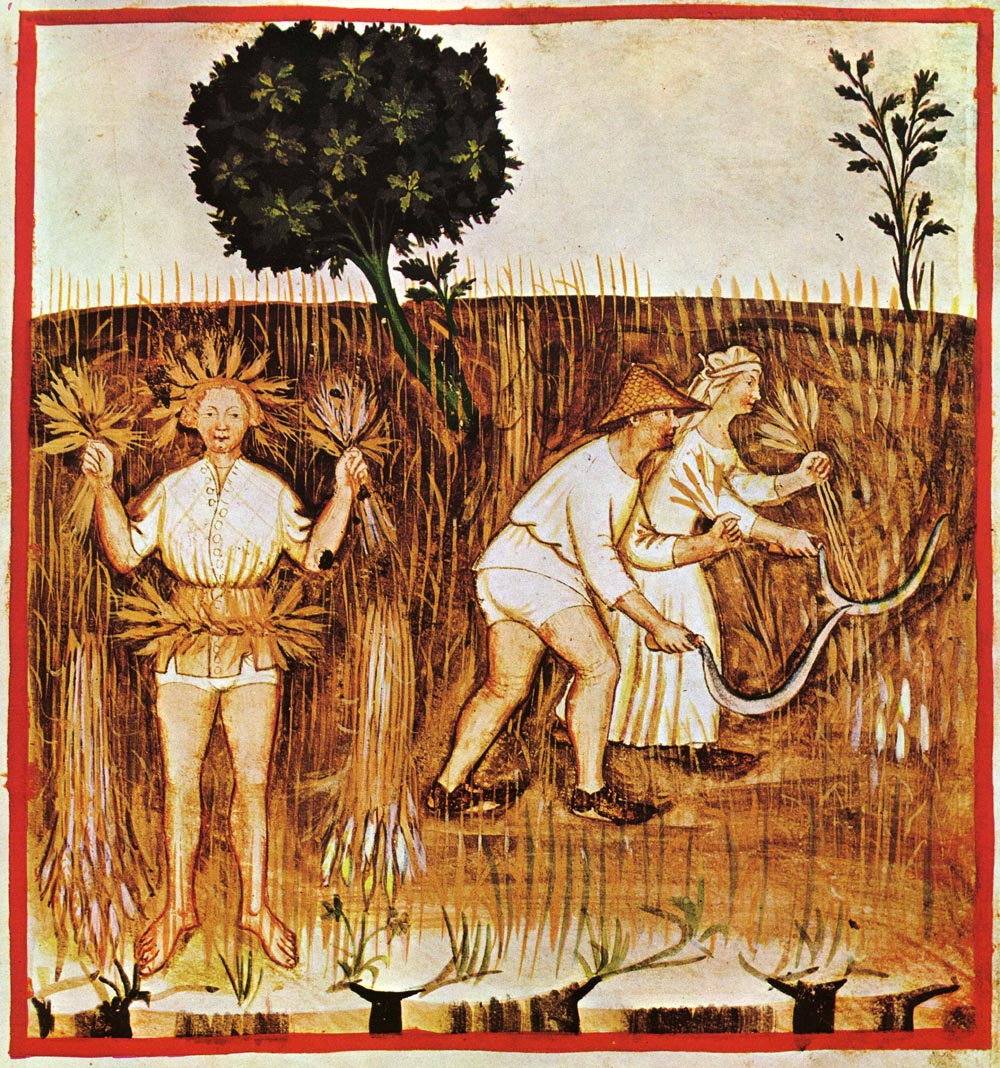
« Été », extrait du Tacuinum Sanitatis, XIVe siècle.
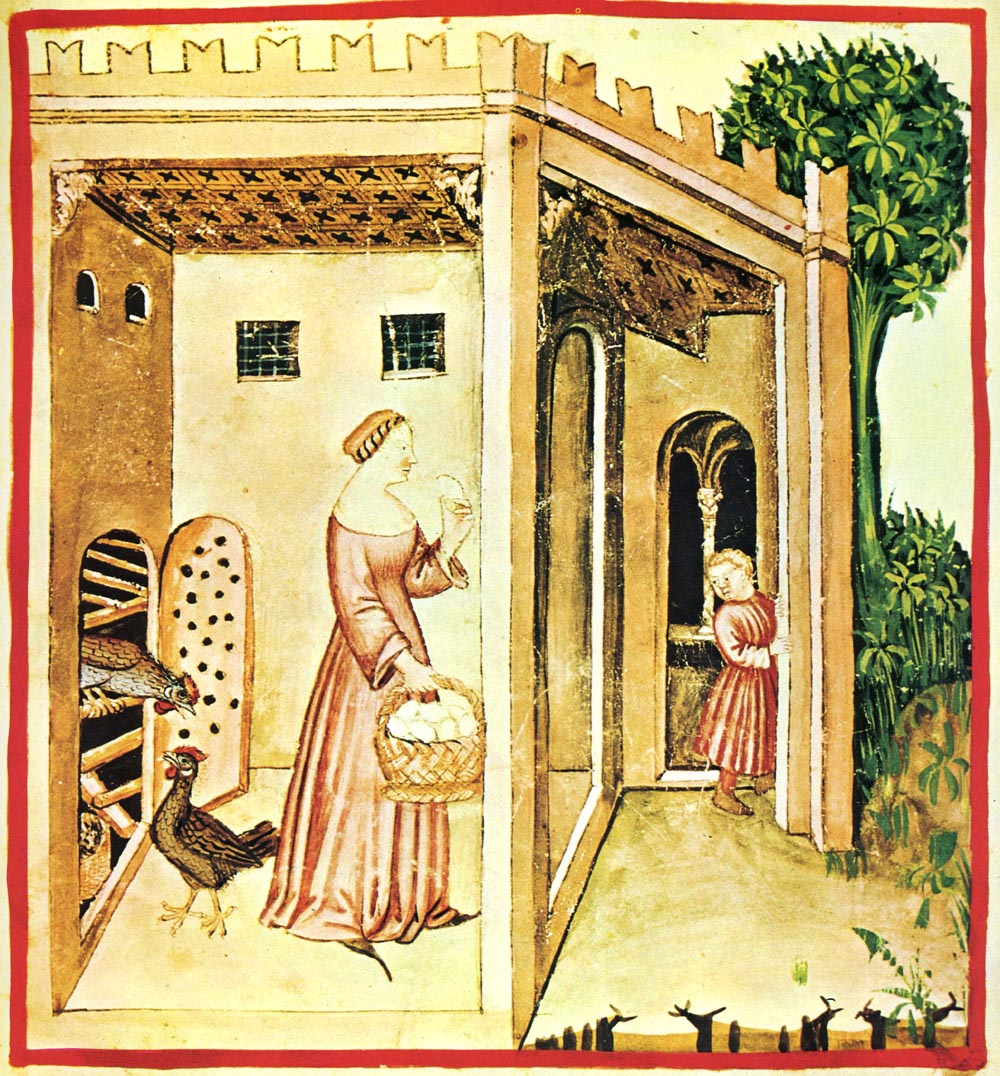
Extrait du Tacuinum Sanitatis, XIVe siècle.
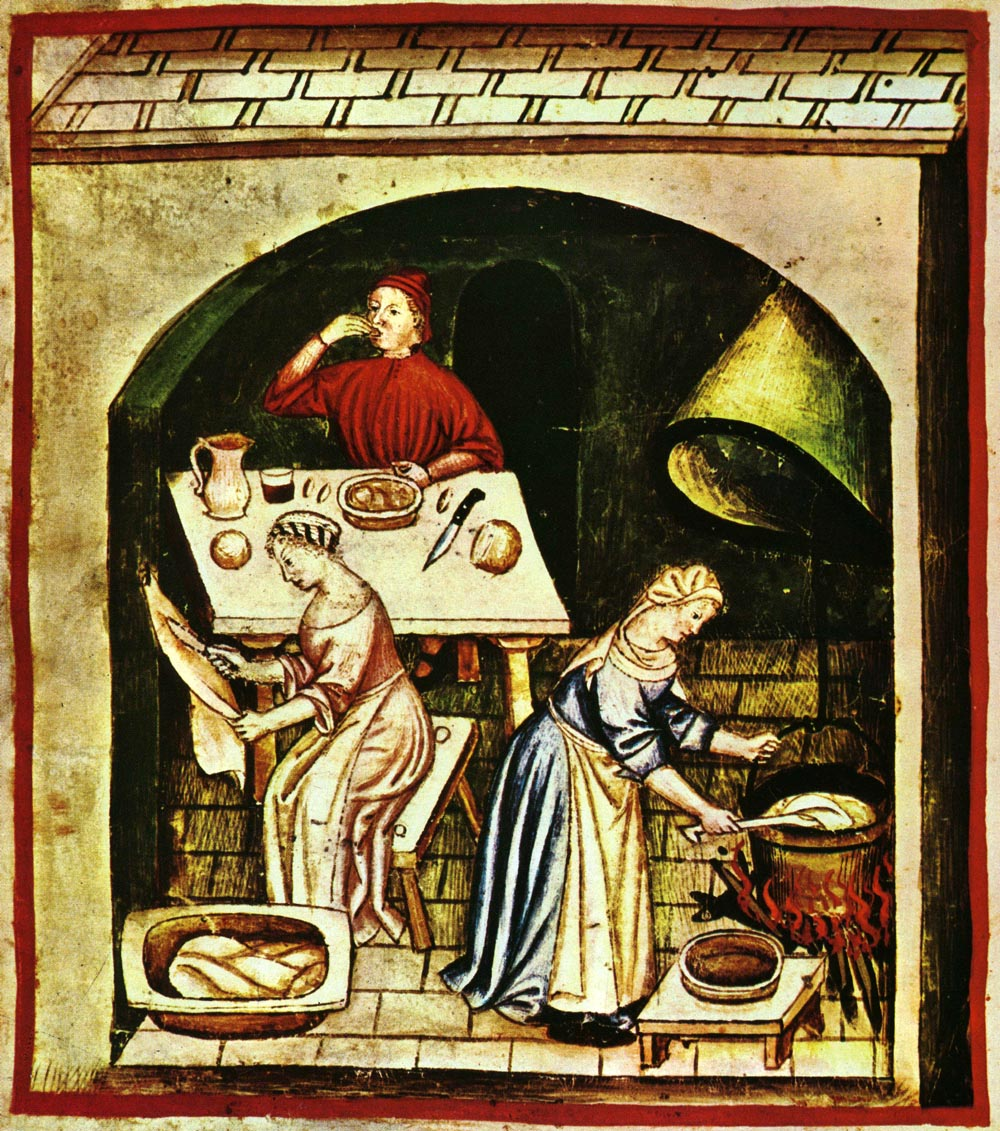
Extrait du Tacuinum Sanitatis, XIVe siècle.
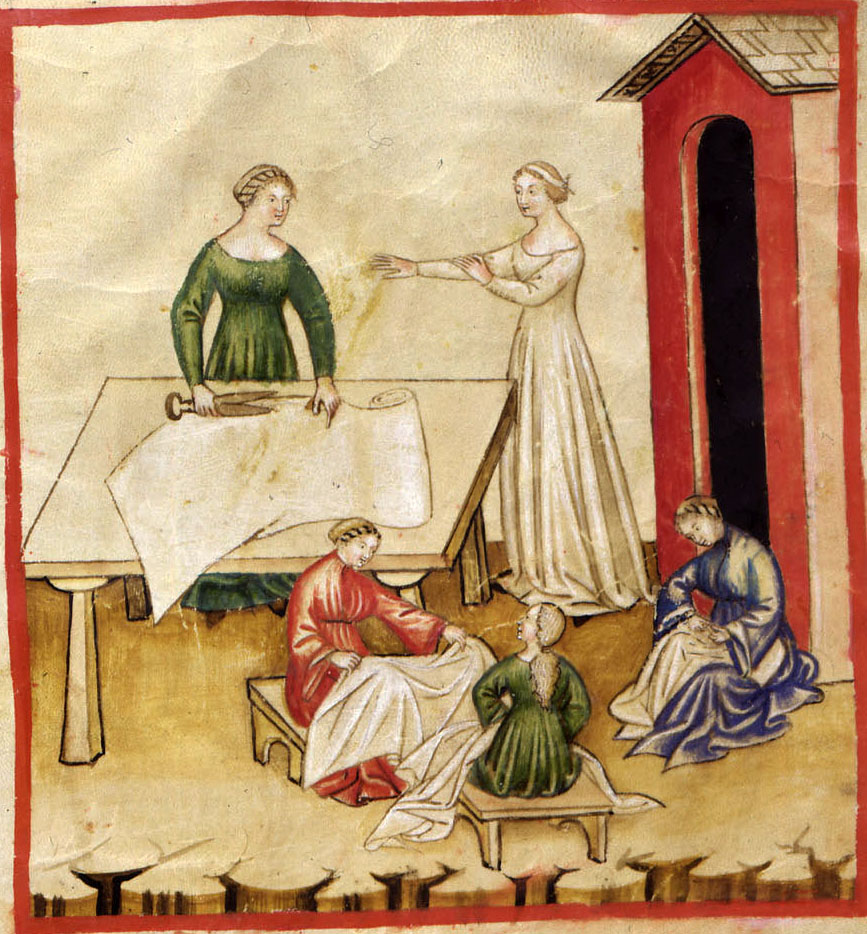
Aspects de la vie quotidienne : vêtements en lin, extrait du Tacuinum Sanitatis, XIVe siècle.
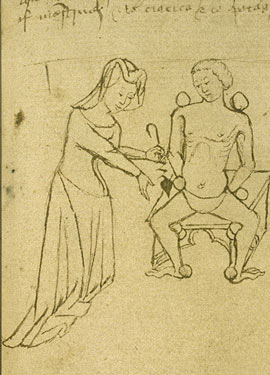
Une miresse, femme médecin du Moyen Âge. Manuscrit anglais du début du XVe siècle.

### Europe de la Renaissance
Au cours de la Renaissance, les corporations féminines sont dirigées par des hommes. Au XVe siècle, le salaire d'une femme est la moitié de celui d'un homme.

## DuXVIesiècleà la fin duXVIIIesiècle

### Asie

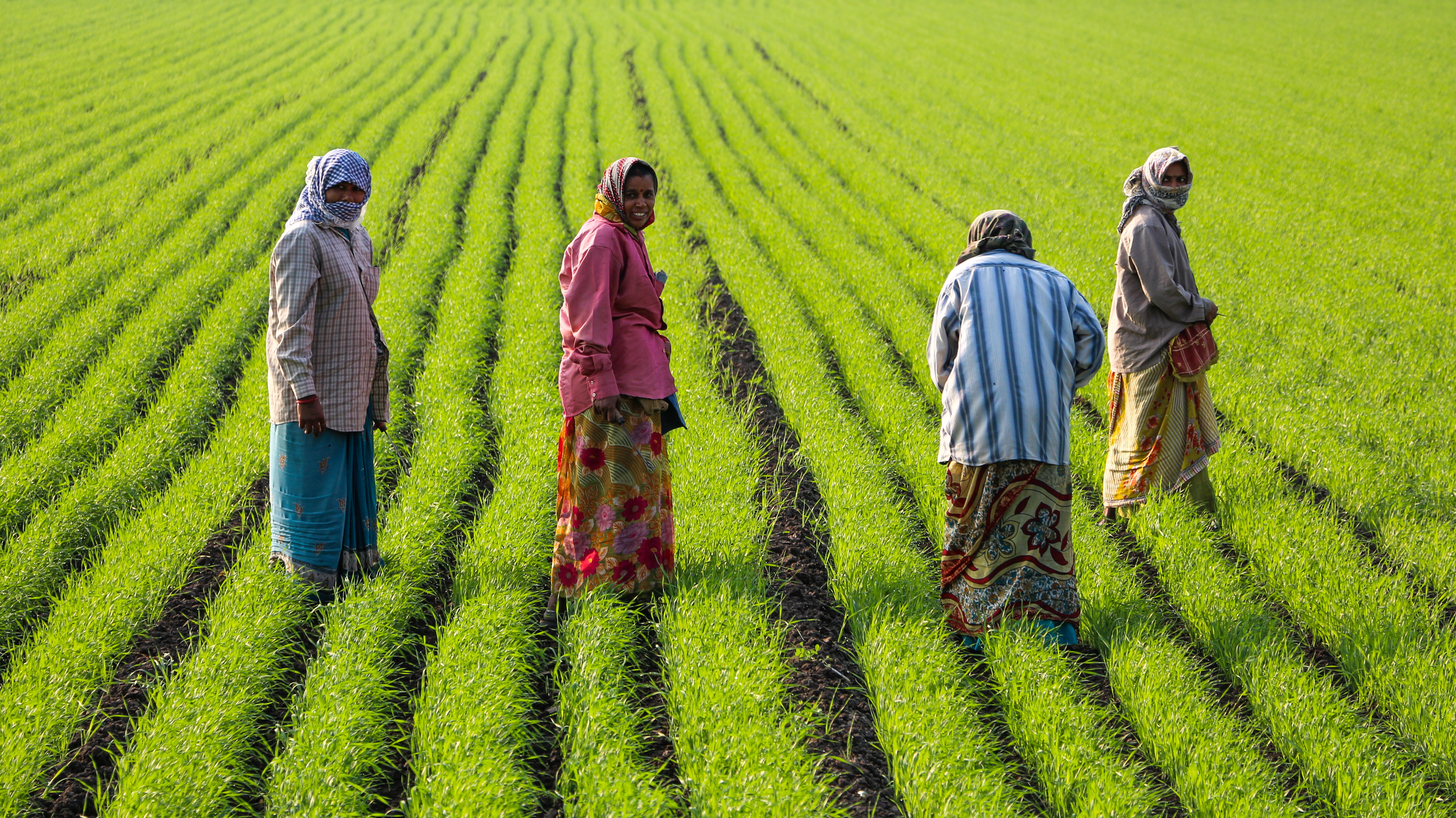
Femmes travaillant dans un champ pour la culture du riz près de Junagadh, Gujarat, Inde. Novembre 2013.

Quelques représentations dans l'art
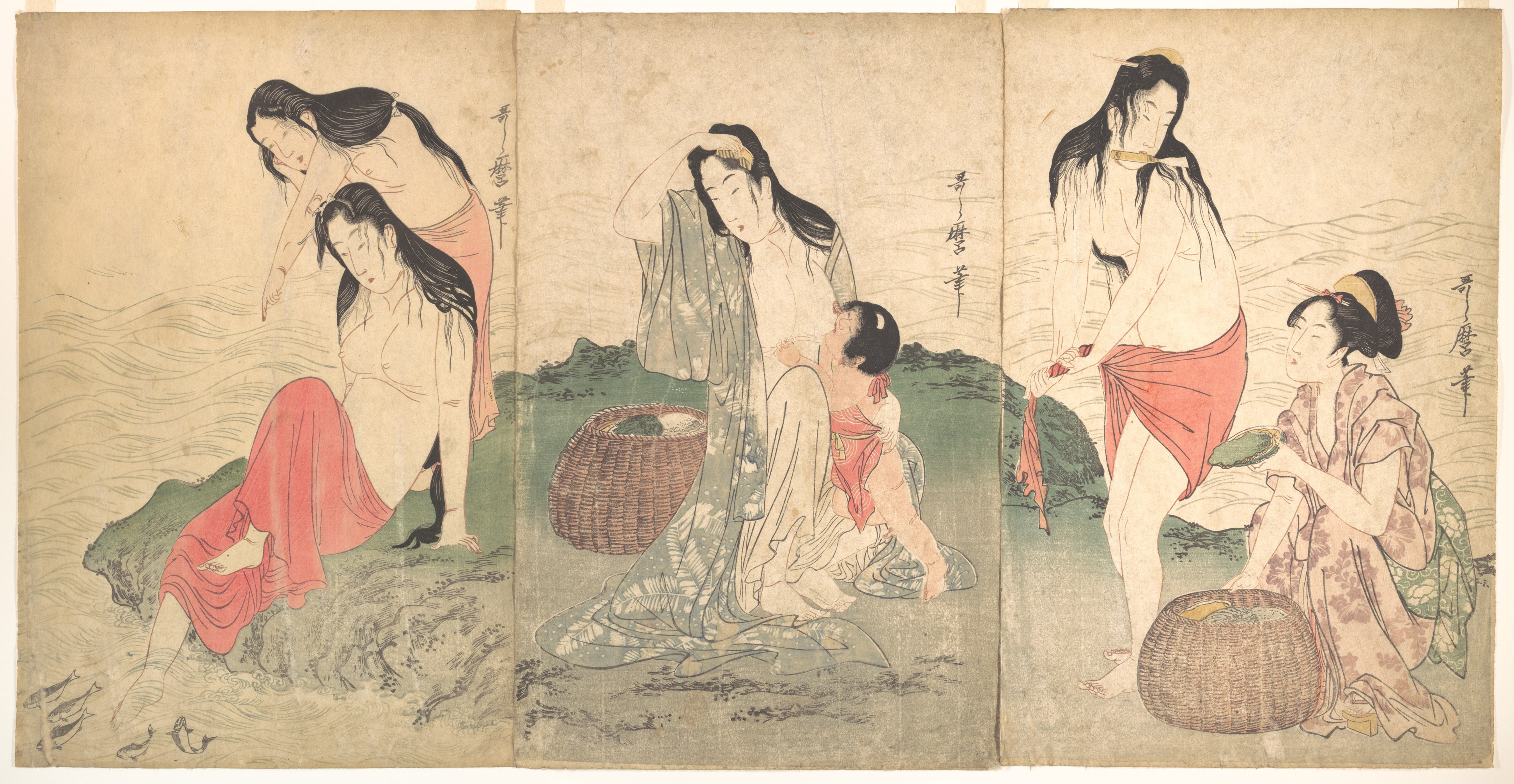
Les pêcheuses d'ormeaux, Utamaro, Japon, vers 1797–1798.

### Europe
En milieu rural, dans les familles vivant de l'agriculture, les activités domestiques, familiales et économiques sont intriquées les unes avec les autres ; les activités des femmes et des hommes sont liées les unes aux autres, et les relations familiales sont empreintes d'une forme de « complémentarité » des rôles. L'impératif est toutefois celui de la compétence. Dans certaines situations, des membres de la famille proche peuvent faire un travail complémentaire pour une ou un célibataire ou veuf, par exemple une sœur faisant le ménage pour son frère. Les attentes sociales font que le propriétaire agricole est censé se marier et avoir des enfants. Ces derniers vont également participer aux travaux de la maison et des champs en fonction de leur âge et leur sexe. Ceci se poursuivra durant le XIXe siècle.
Selon les pays, il est mal vu de travailler pour des familles autres que la sienne, surtout pour les femmes, ou bien habituel. Ainsi, en Europe du Nord, les servantes et les ouvriers agricoles font souvent partie des personnes travaillant pour d'autres. Il existe une hiérarchisation des sexes pour les postes et pour les rémunérations.
Au cours du XVIIIe siècle, l'idée que la femme reste travailler dans son domicile est une attente sociale. Cependant, la population urbaine de l'époque médiévale et moderne montre presque toujours un excédent féminin qui s'explique par la part de la domesticité, ressource courante des femmes célibataires ou veuves ; en outre, beaucoup de ménages urbains, particulièrement en France, placent leurs enfants à la campagne chez une nourrice. La servante de comédie est un personnage secondaire, familier ou rudoyé : elle peut être comique par son ignorance, soubrette séduisante et moqueuse, confidente ou auxiliaire dévouée des intrigues de ses maîtres.  

Quelques travaux
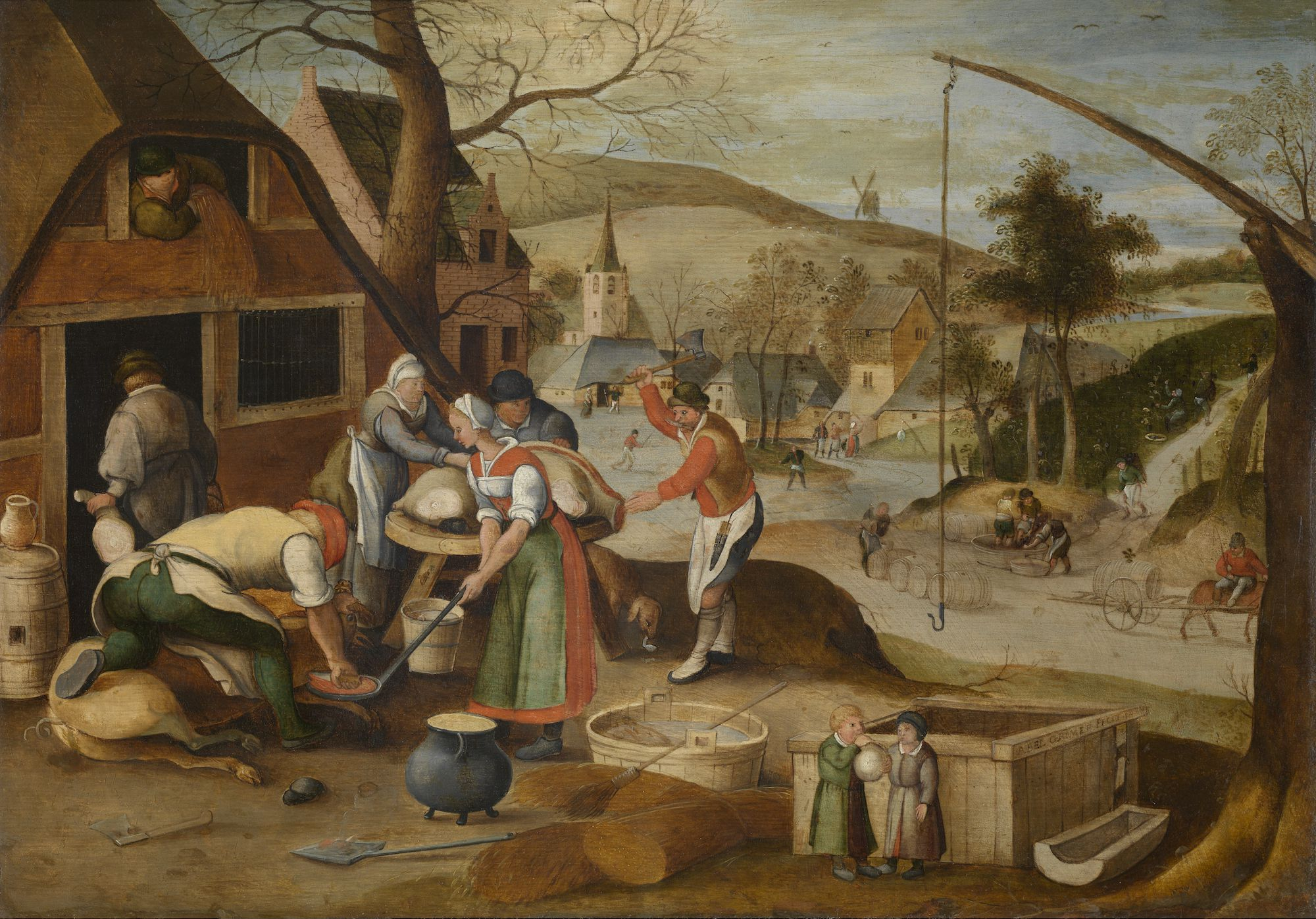
Automne par Abel Grimmer, 1607.
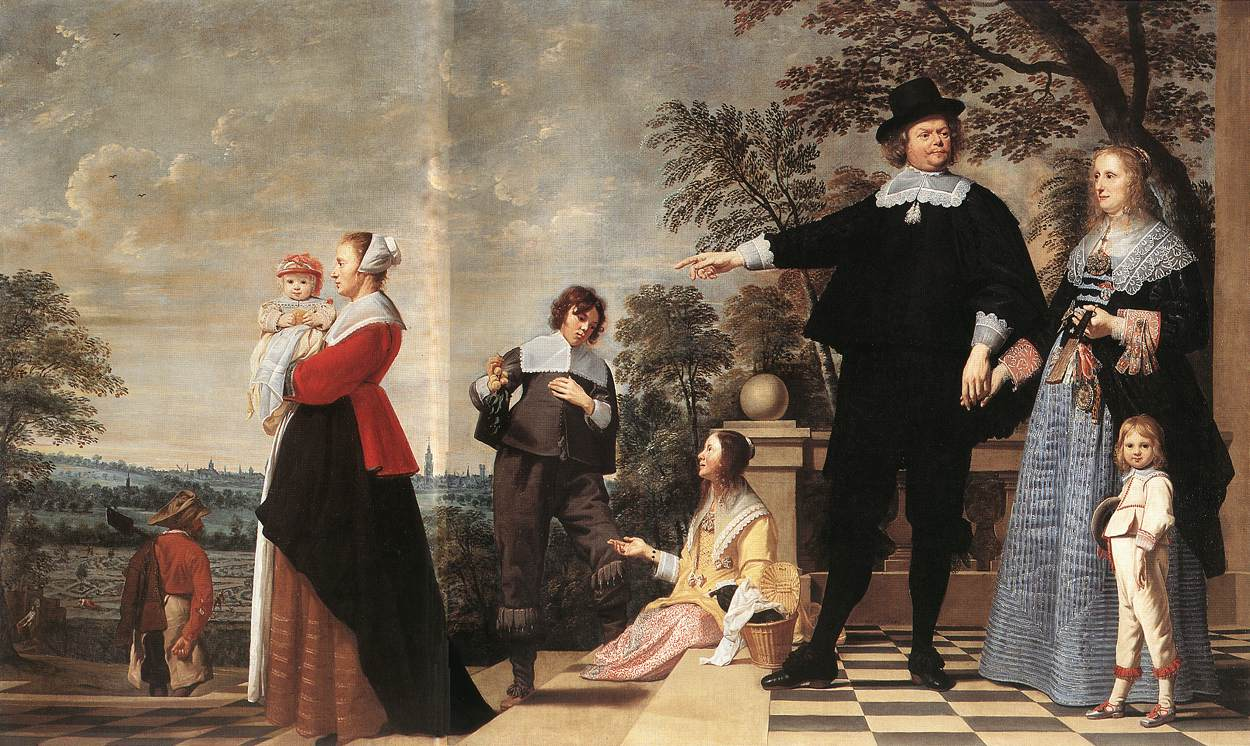
Portrait d'une famille de Bruges par Jacob van Oost, 1645.
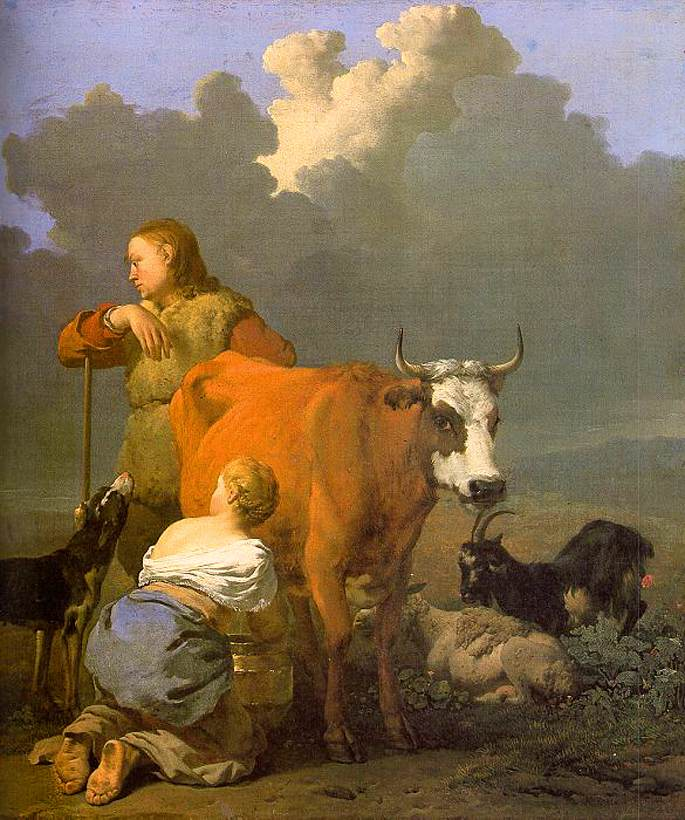
Femme trayant une vache rousse par Karel Dujardin, années 1650.
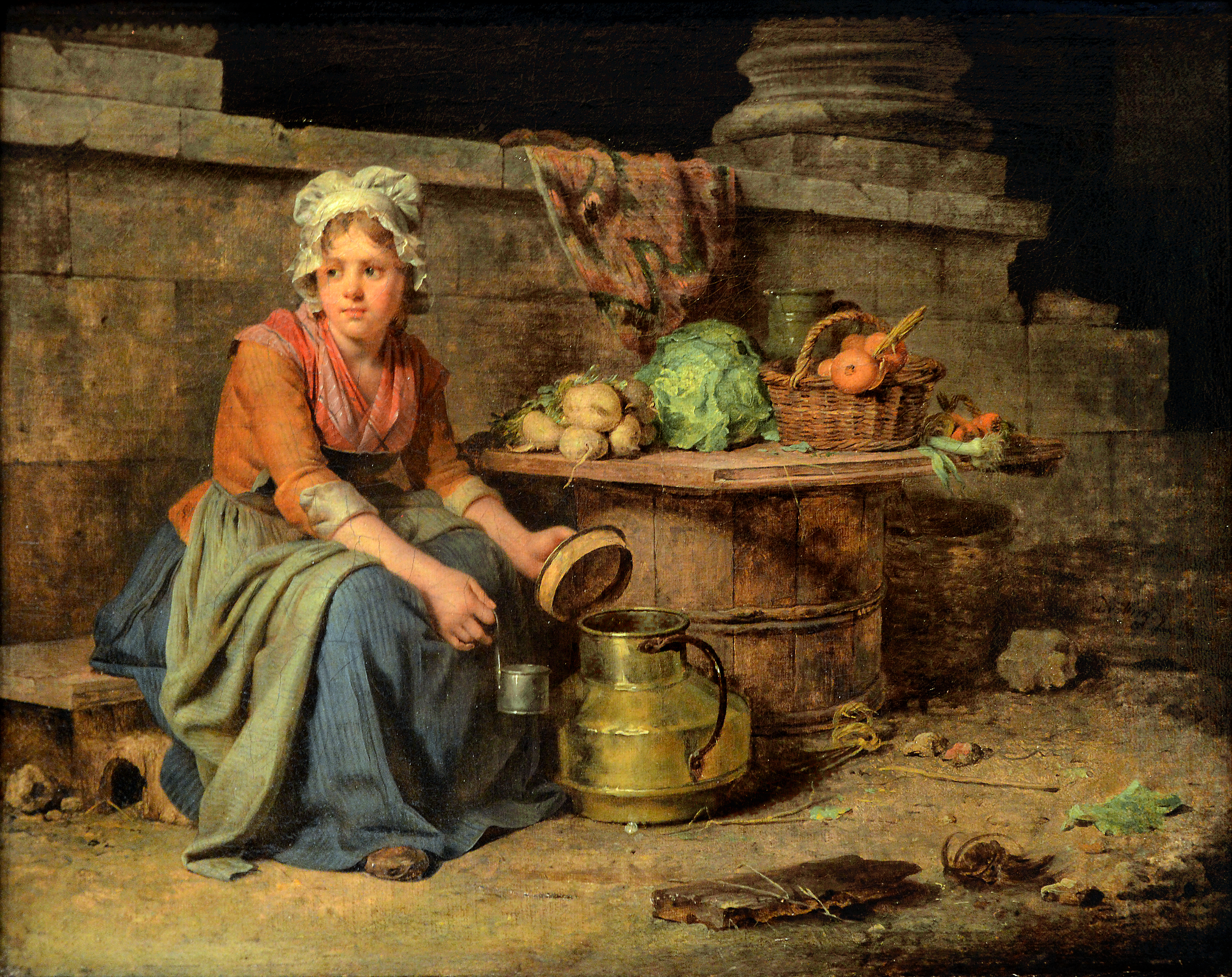
La petite laitière par Martin Drolling (1752-1817).

## XIXesiècleet révolution industrielle

### Amérique du Nord

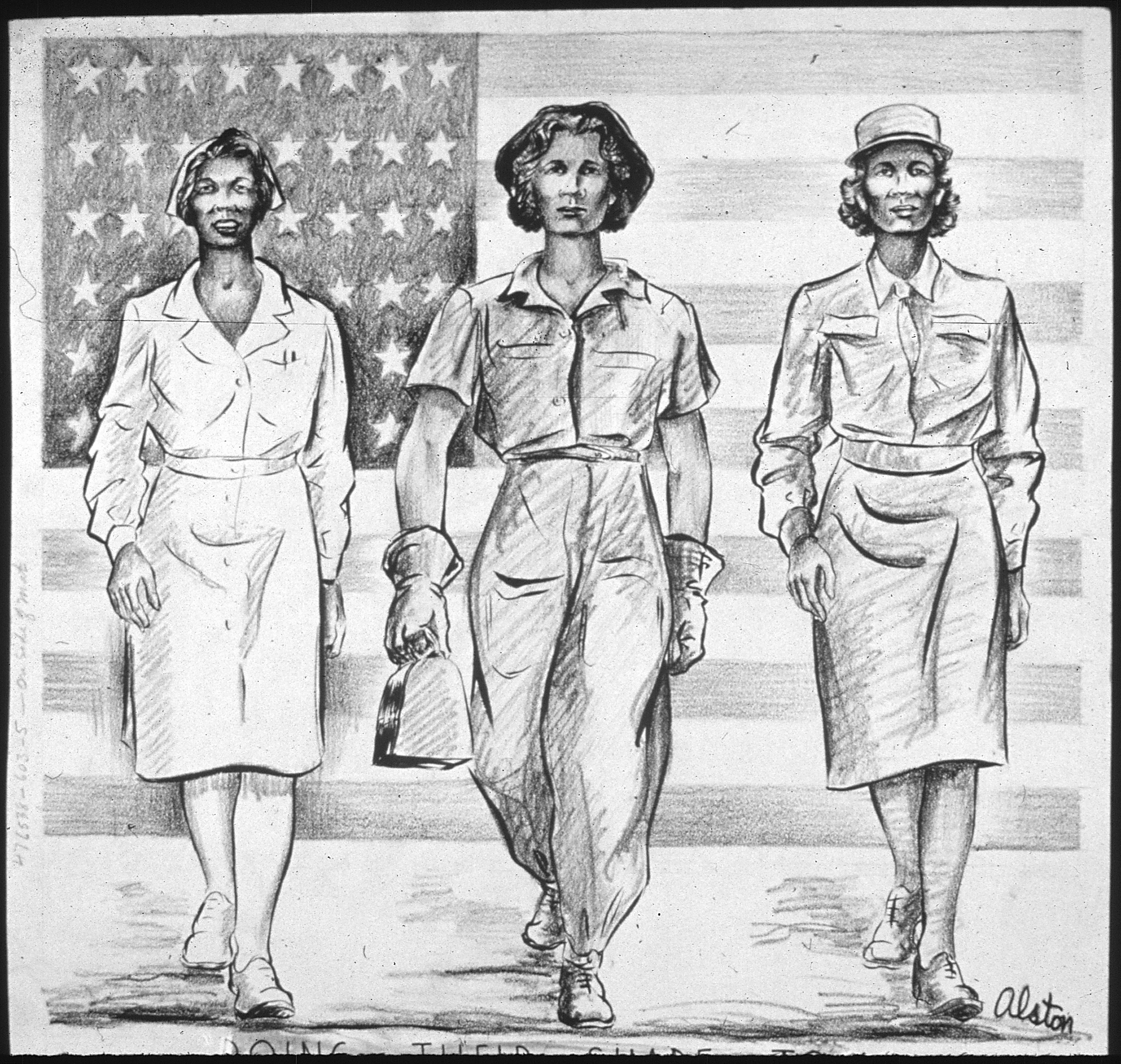
Participation des femmes à l'effort de guerre aux États-Unis, dessin de Charles Henry Alston, Office of War Information, 1943.

Quelques métiers et travaux
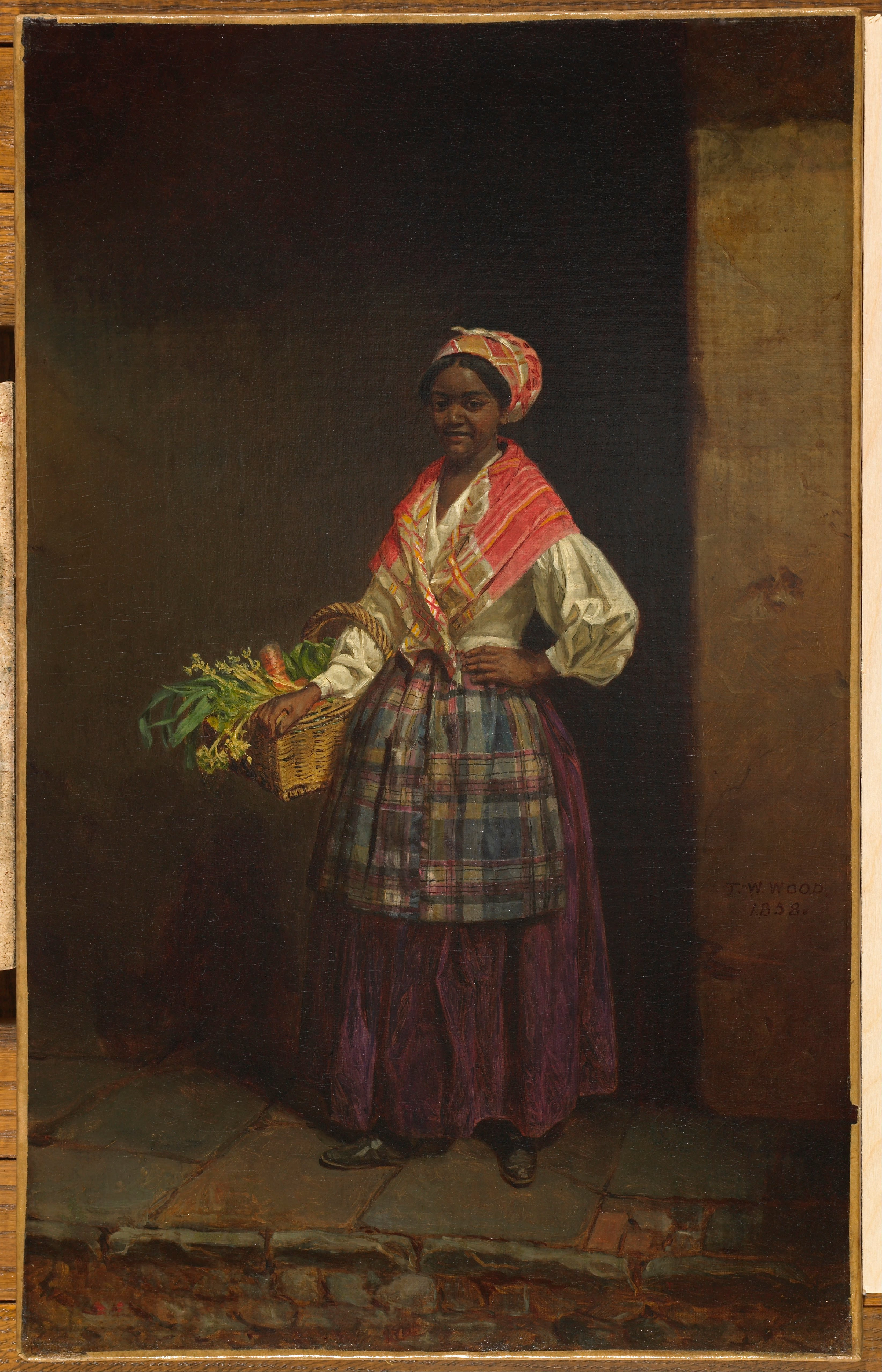
Femme du marché, Thomas Waterman Wood, 1858.
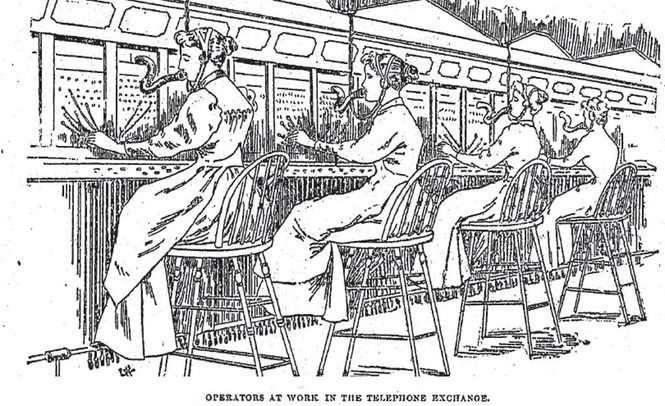
Opératrices téléphoniques, La Nouvelle-Orléans (Louisiane), 1893.
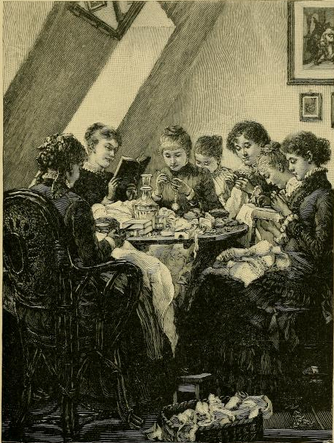
Confection de vêtements, illustration dans une publication, 1897.
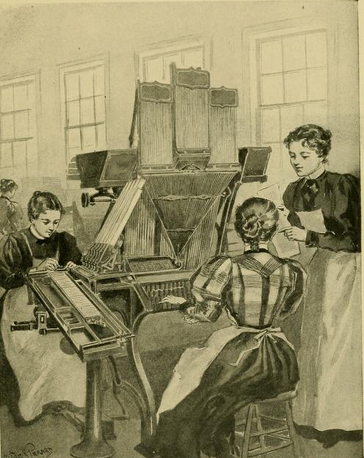
Femmes travaillant avec des machines à composer, illustration, 1897.
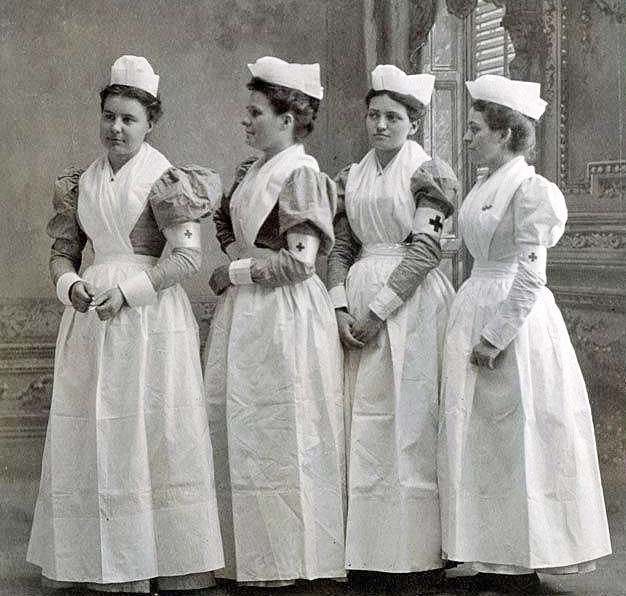
Infirmières de la Croix rouge américaine, 1898.
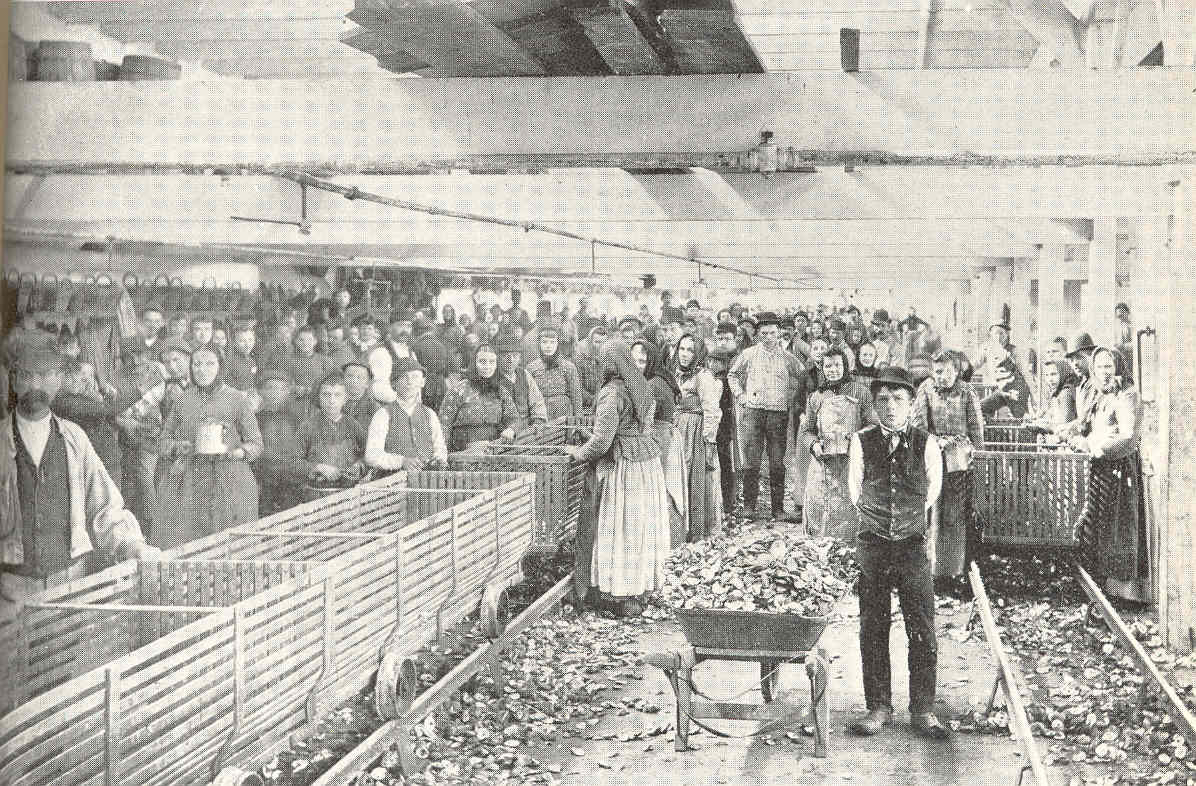
Travailleuses transformant des produits de la pêche (huîtres), Baltimore (Maryland), 1899.

### Amérique latine

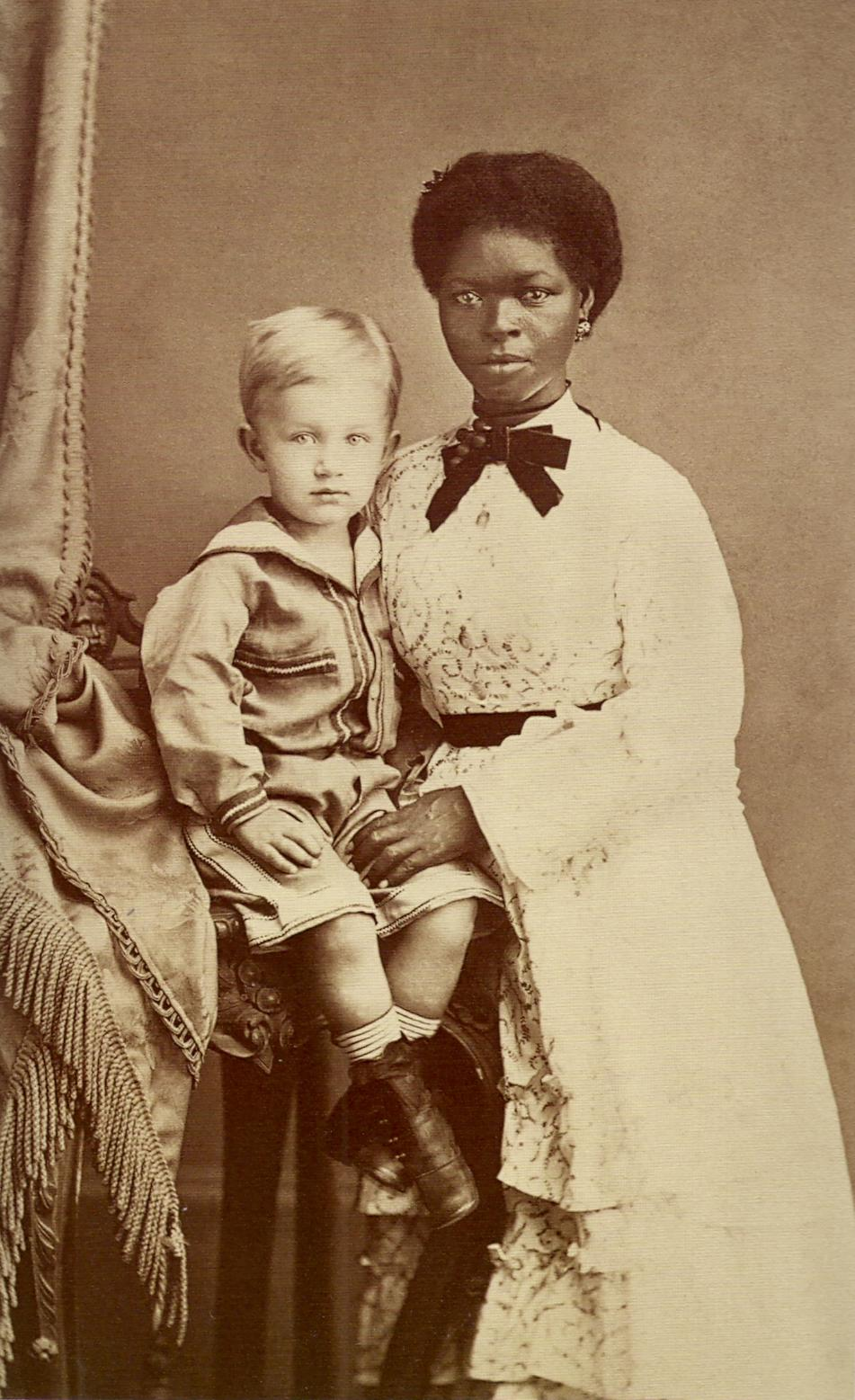
Un enfant et une nourrice à Pernambouc, Brésil, vers 1874.

#### Chine

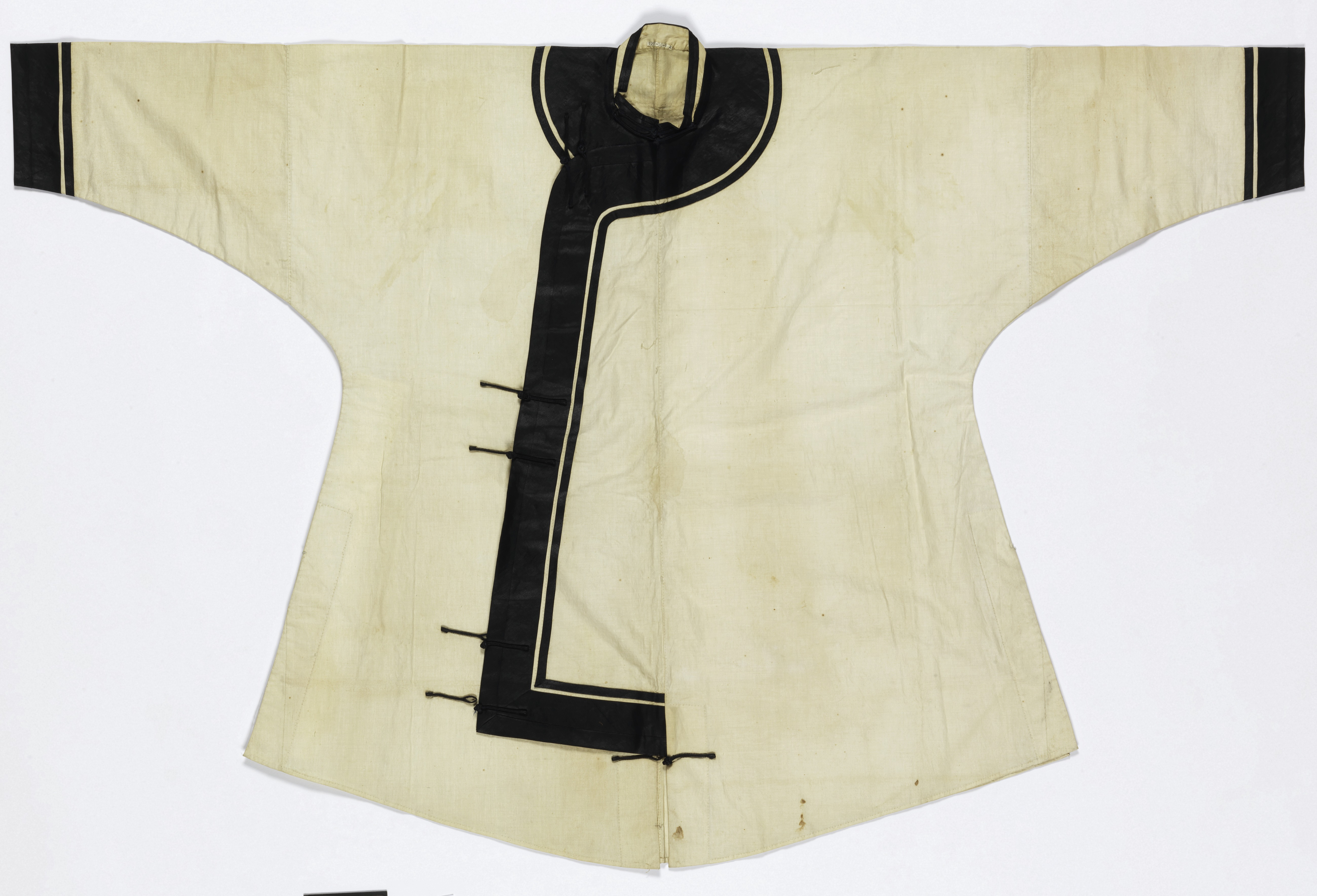
Veste d'infirmière, Chine, XIXe siècle.

### Europe
En milieu rural, au XIXe siècle, les femmes connaissent un travail qui est mêlé à leurs sphères domestique et familiale. Les conditions de vie et d'activité sont souvent liées à la famille et elles peuvent être très variées. En ce qui concerne les agricultrices et agriculteurs, plusieurs niveaux sociaux et activités coexistent : certaines régions européennes ont de grands propriétaires terriens, qui forment une sorte d'« élite » locale, d'autres ont des exploitations plus réduites et donc moins riches, d'autres personnes encore doivent travailler pour des exploitants (métayer, travailleur journalier, ouvrier agricole, travail à domicile, travail salarié, ou autre). Les exploitants les plus aisés vivent souvent de la pluriactivité : à l'agriculture s'ajoute par exemple une auberge ou un commerce. Les familles les plus pauvres, qui ont peu ou pas de terres, vivent des activités de ses membres : parents comme enfants. Certaines personnes ne vivent pas de l'agriculture mais ont des emplois liés à la domesticité, l'artisanat ou le commerce.
La répartition des tâches pour les personnes selon leur genre est variable selon les activités dominantes de la propriété agricole : l'élevage, la culture ou une mixité des deux vont voir ces répartitions différer ; de plus, le contexte juridique et politique peut avoir un rôle important. Selon les saisons, il peut aussi y avoir besoin de davantage ou moins de personnes. Ainsi, l'élevage impose des ouvriers agricoles et des servantes à l'année, tandis que pour la culture (de céréales, de vigne), il y a besoin de renforts saisonniers. Entre 1880 et 1925, il y a une augmentation du nombre de personnes travaillant dans l'agriculture ; en parallèle, l'activité agricole en général se féminise, bien qu'une tension se crée avec l'émigration de jeunes femmes allant travailler dans des industries. Les femmes restant dans le monde agricole ont alors surtout des activités liées au poulailler, à l'élevage laitier, au potager ; elles ont aussi souvent la possibilité de gérer elles-mêmes les bénéfices de la vente des produits issus de ceux-ci.
Une partie des femmes issues de milieux ruraux travaille en tant que domestiques pour d'autres personnes, dans le milieu rural ou en ville. Cette activité peut commencer à l'adolescence et se terminer au moment du mariage, se poursuivre par intermittence (au sein de commerces, ou dans une usine), ou être l'activité d'une vie. Au XIXe siècle, dans certaines études statistiques, la catégorie « membres de la famille aidants » : sous les Habsbourg, celle-ci est composée aux trois-quarts par des femmes. D'autres pays, l'Angleterre et la Russie, n'ont établi de statistiques que pour les emplois salariés, ce qui a fait disparaître des comptes les employés non salariés : en Russie, autour de 1900, ce sont 23 millions de femmes agricultrices qui ne sont pas prises en compte.

Dans certains ménages, l'époux part en Amérique dans l'espoir de gagner davantage de revenus voire acheter une propriété tandis que l'épouse reste en Europe et gère la propriété familiale et le travail sur celle-ci.

Travaux paysans
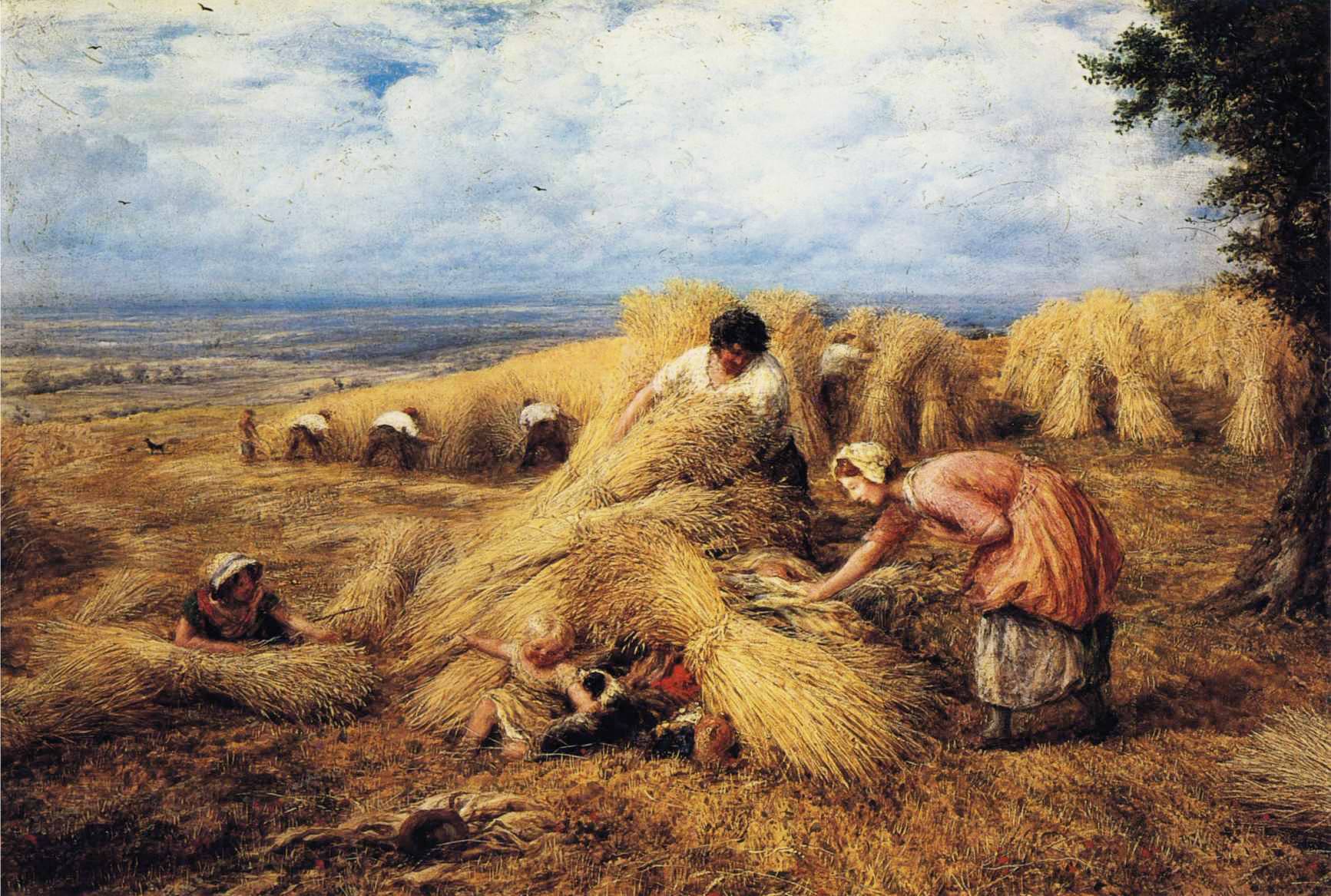
Moisson, John Linnell, 1859.
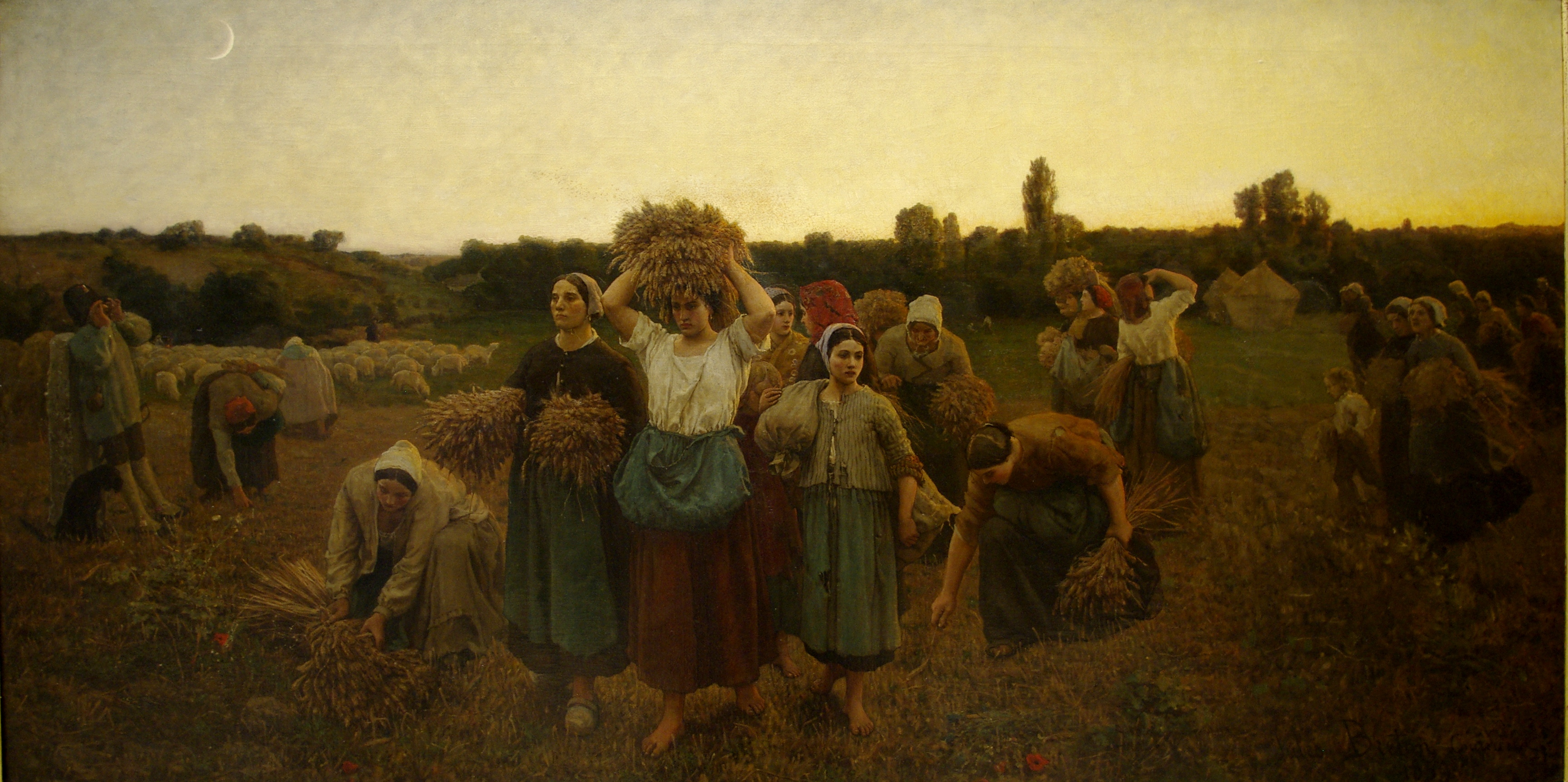
Le rappel des glaneuses, Jules Breton, 1859.

Durant le XIXe siècle, en lien avec la révolution industrielle, un certain nombre de femmes vont travailler dans les usines.
Différents métiers sont occupés par des femmes ; certaines sont institutrices.
Par ailleurs, certaines femmes sont religieuses.
Le XIXe siècle voit le développement du travail social en Angleterre, puis en Europe occidentale et en Europe centrale. Issu notamment de démarches philanthropiques et ayant bénéficié des réseaux religieux chrétiens, il a l'objectif d'aider les familles populaires les plus pauvres ; il ne deviendra une activité professionnelle qu'au début du XXe siècle.

Ce siècle voit aussi apparaître en Europe les premières lois encadrant le travail des femmes. En France, la première loi les protégeant — considérant à l'époque la biologie et le statut des femmes dans la famille — interdit leur emploi dans les carrières et les mines, en 1874. 1892 voit pour elles la limitation de la journée de travail à une durée maximum de 11 heures et l'interdiction du travail de nuit.

Quelques emplois
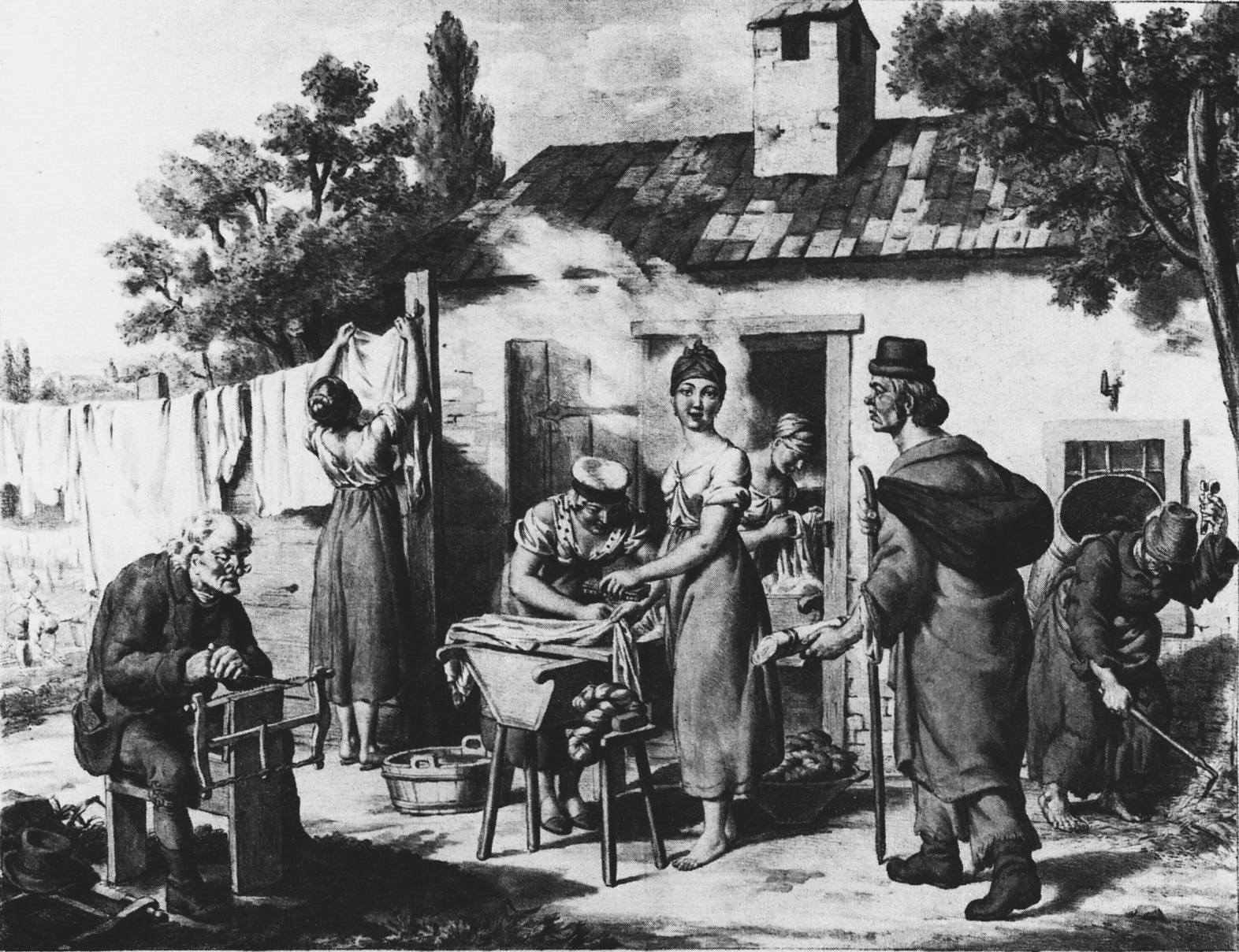
Les lavandières, Joseph Lanzedelly l'Ancien, 1829.
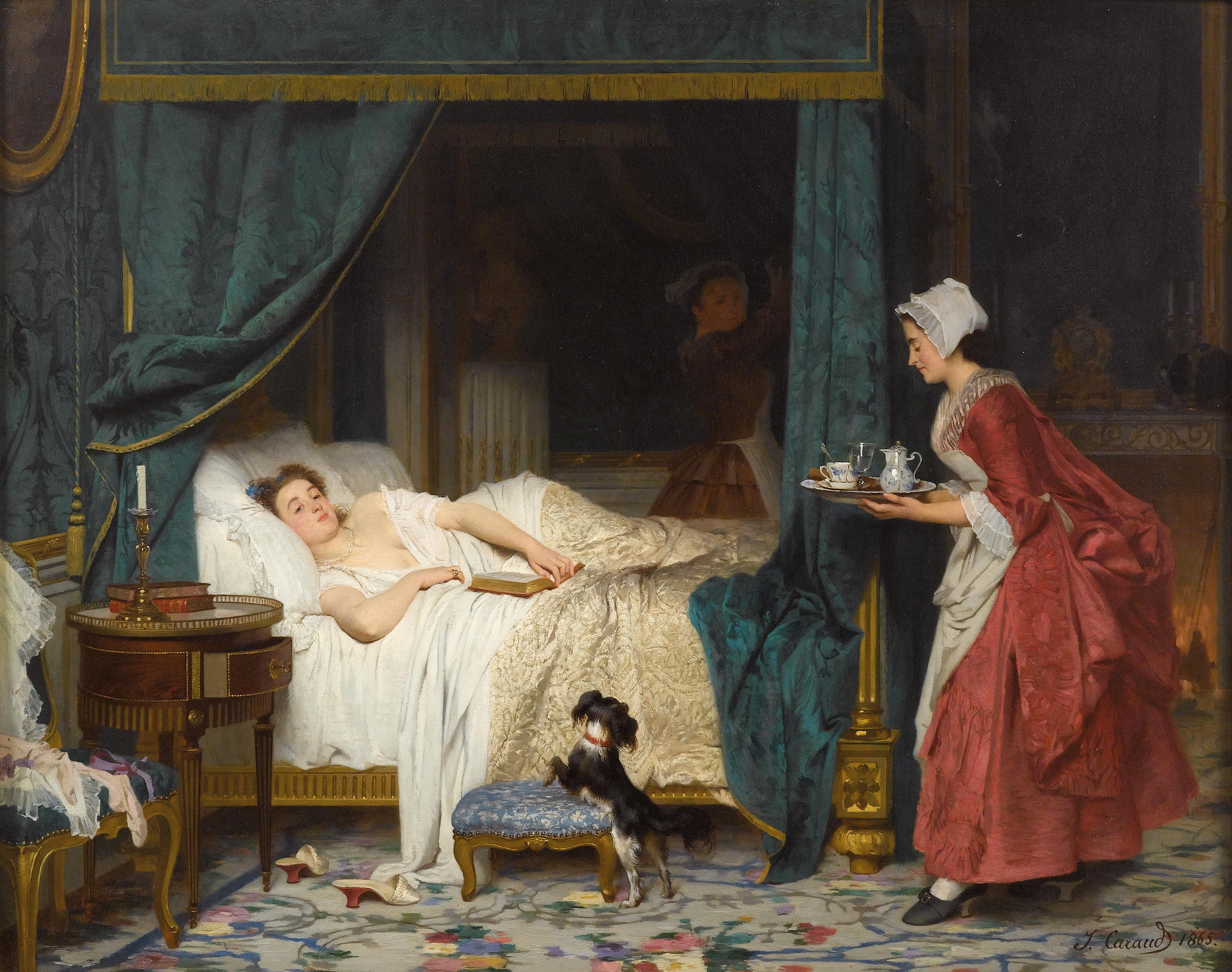
Le matin, Joseph Caraud, 1865.
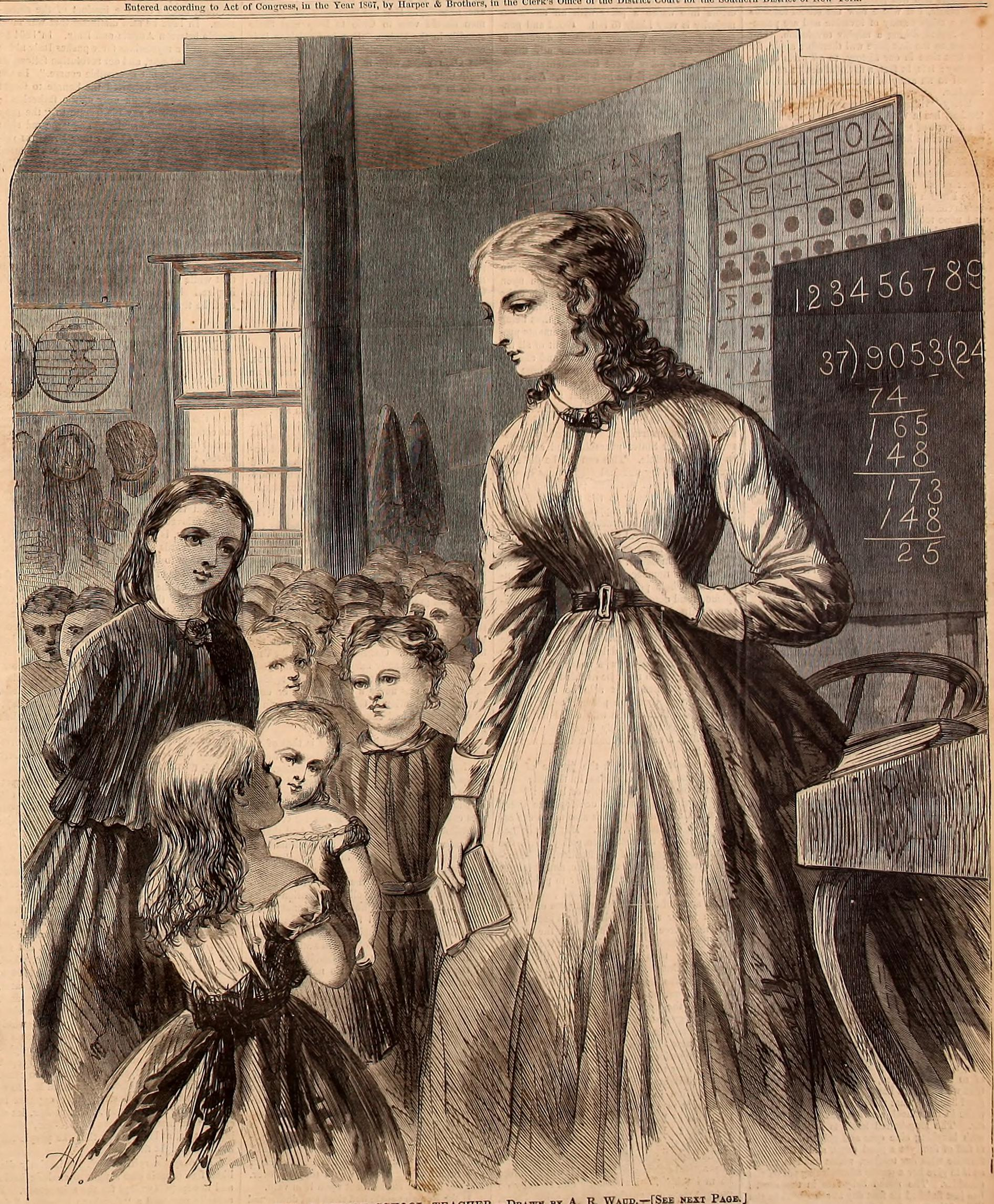
Institutrice, illustration du Harper's Weekly, 1867.
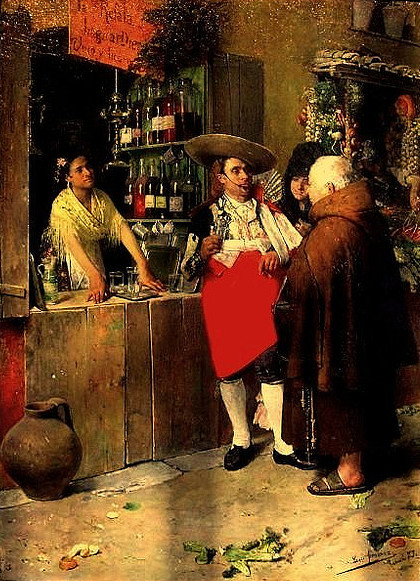
Estaminet andalou, Luis Jimenez Y. Aranda, 1873.
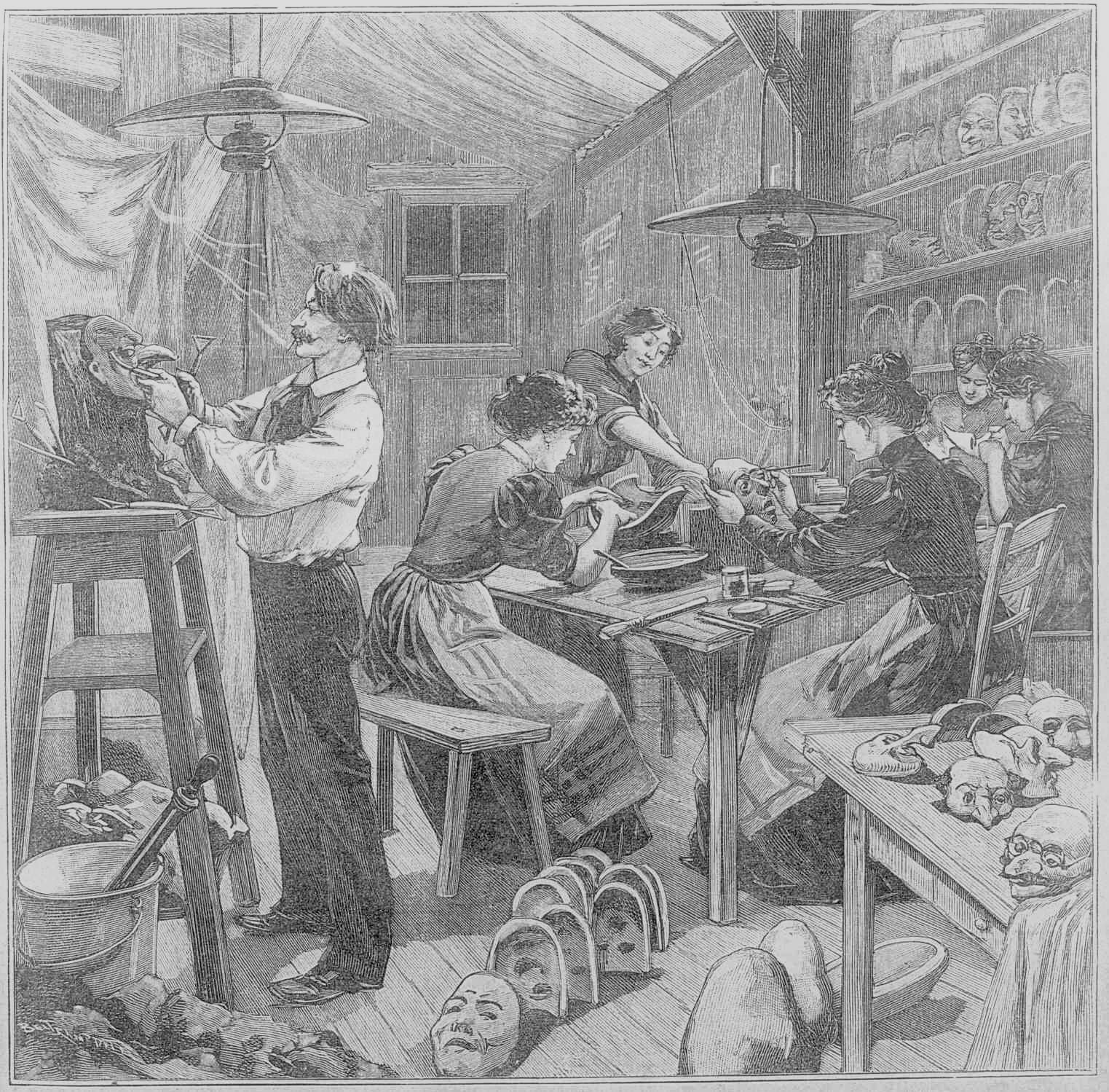
Atelier parisien de fabrication de masques de Carnaval, 1897.
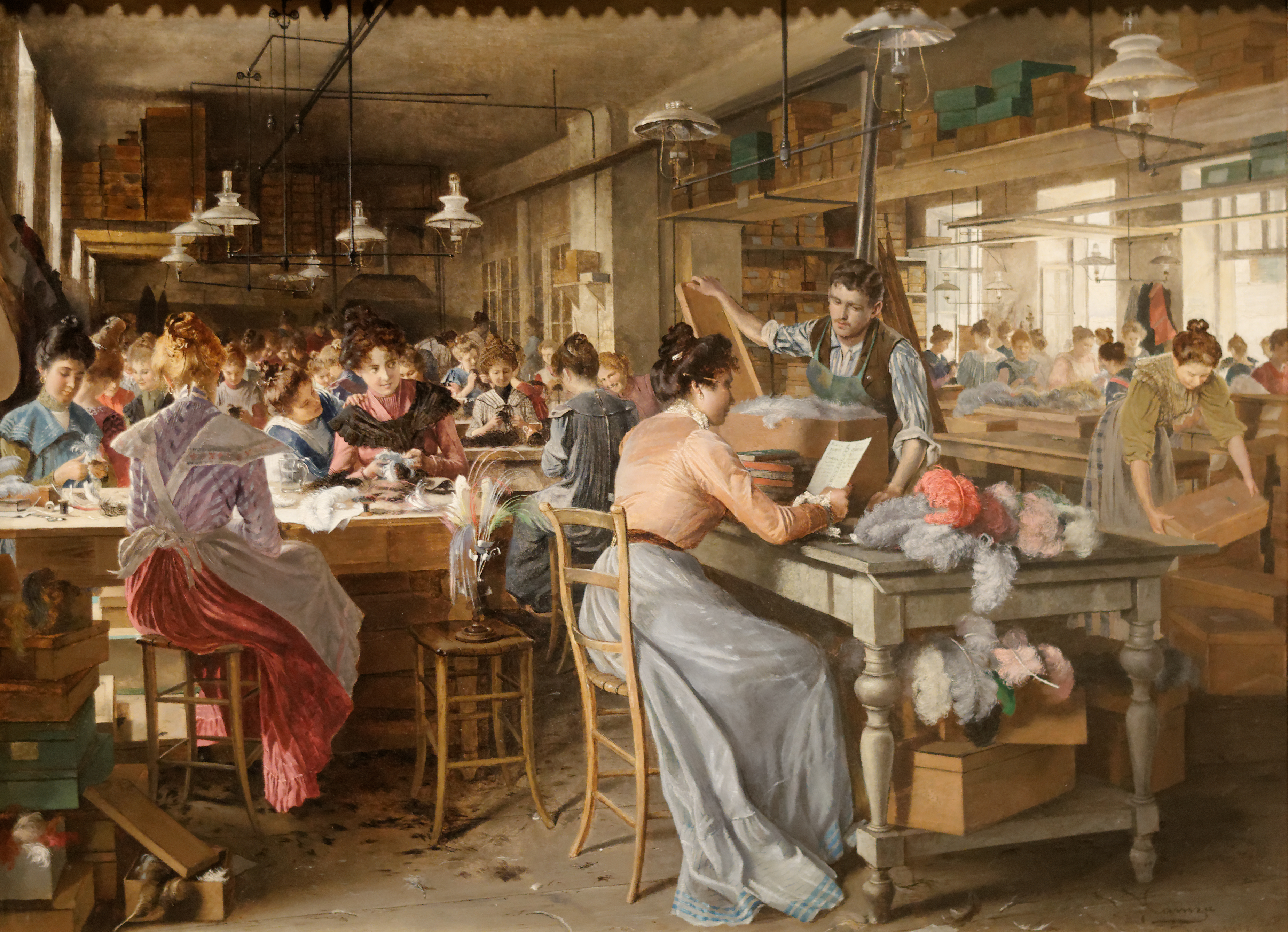
Les plumassières, Johann Hamza (de), 1902.
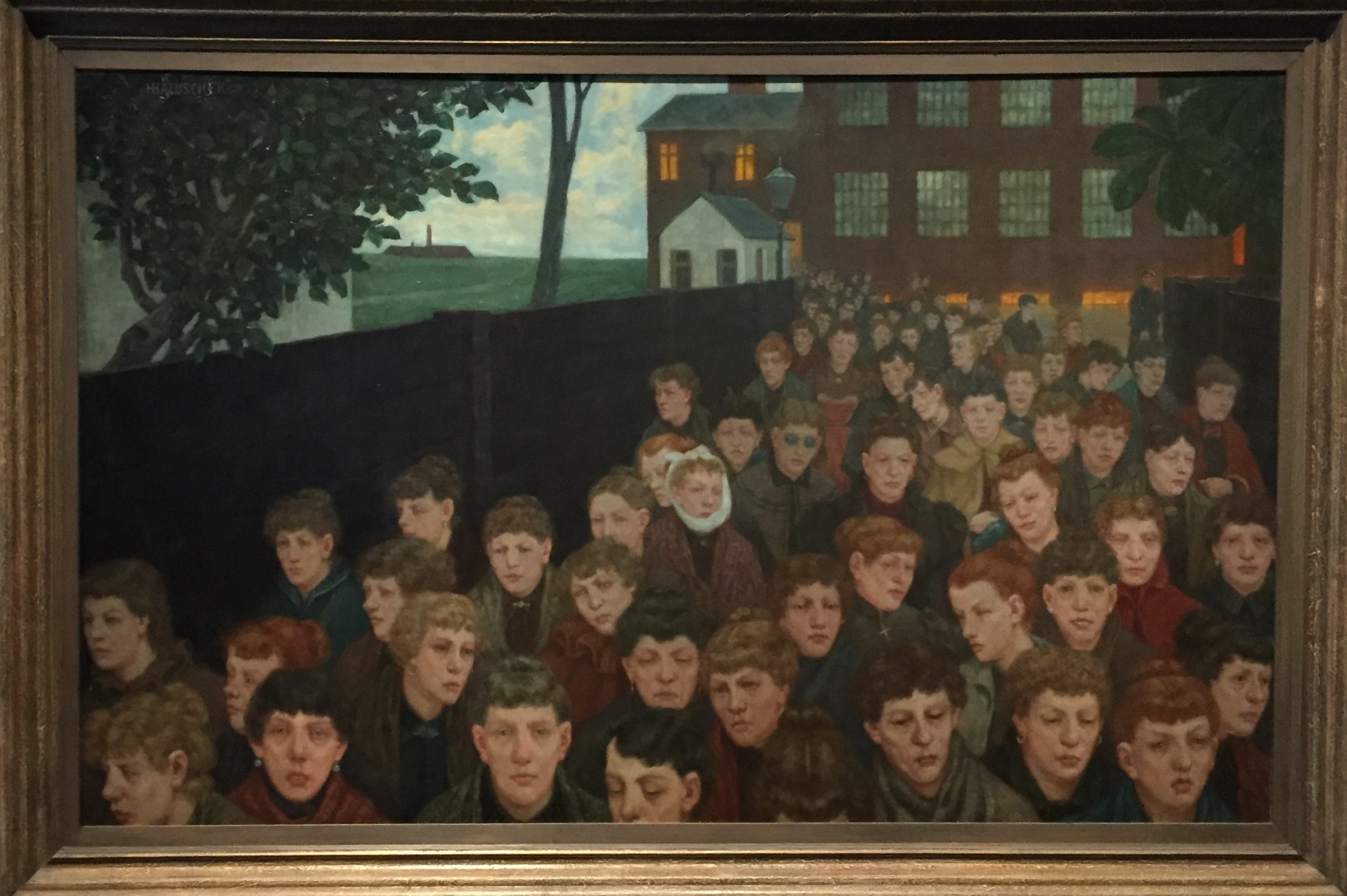
Ouvrières, Hans Baluschek, 1900.

Dans les entreprises industrialisées, la grève devient un dispositif permettant d'appuyer des revendications ; les grèves sont mixtes, masculines ou féminines, selon les secteurs d'emploi. Les premières grèves « de femmes » naissent dans les années 1860, même si les revendications sont communes quels que soient les genres, en lien avec les conditions de travail, le temps de travail et les salaires.

## Première moitié duXXesiècle

### Amérique latine

Images de formation professionnelle
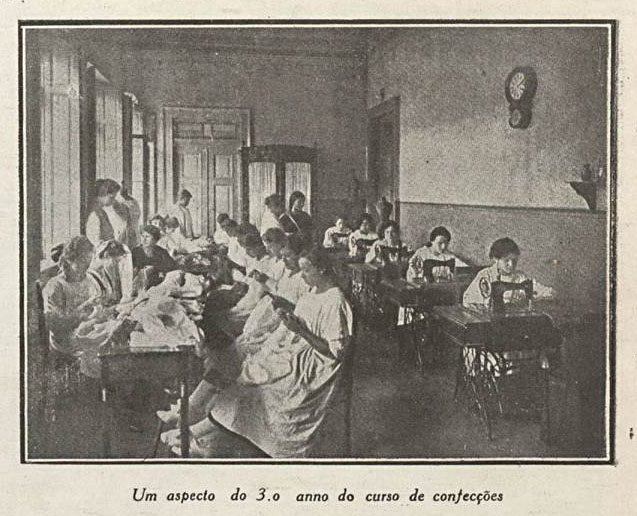
Extrait de la Revista Feminina : étudiantes des cours de l’École professionnelle pour femmes de São Paulo (Brésil), 1919.

### Europe
Le droit du travail continue à évoluer selon les pays. En France, en 1907, la loi ouvre le droit aux femmes mariées d'être maîtresses de leur salaire ; auparavant, il était géré par l'époux, tout comme les autres biens de l'épouse. 1909 est l'année du premier congé de maternité (8 semaines, non rémunéré) dans ce même pays ; l'année d'après, ce congé est rémunéré pour quelques institutrices. En ce qui concerne les institutrices françaises, elles resteront payées moins que leurs homologues instituteurs jusqu'en 1920 ; cette égalité de salaire en droit sera mise en place pour tous les fonctionnaires à partir de 1928, puis l'ensemble des salariés en 1972.

Après la Révolution russe de 1917, dans la Russie soviétique, l'égalité est de mise entre les femmes et les hommes.

Métiers agricoles et liés
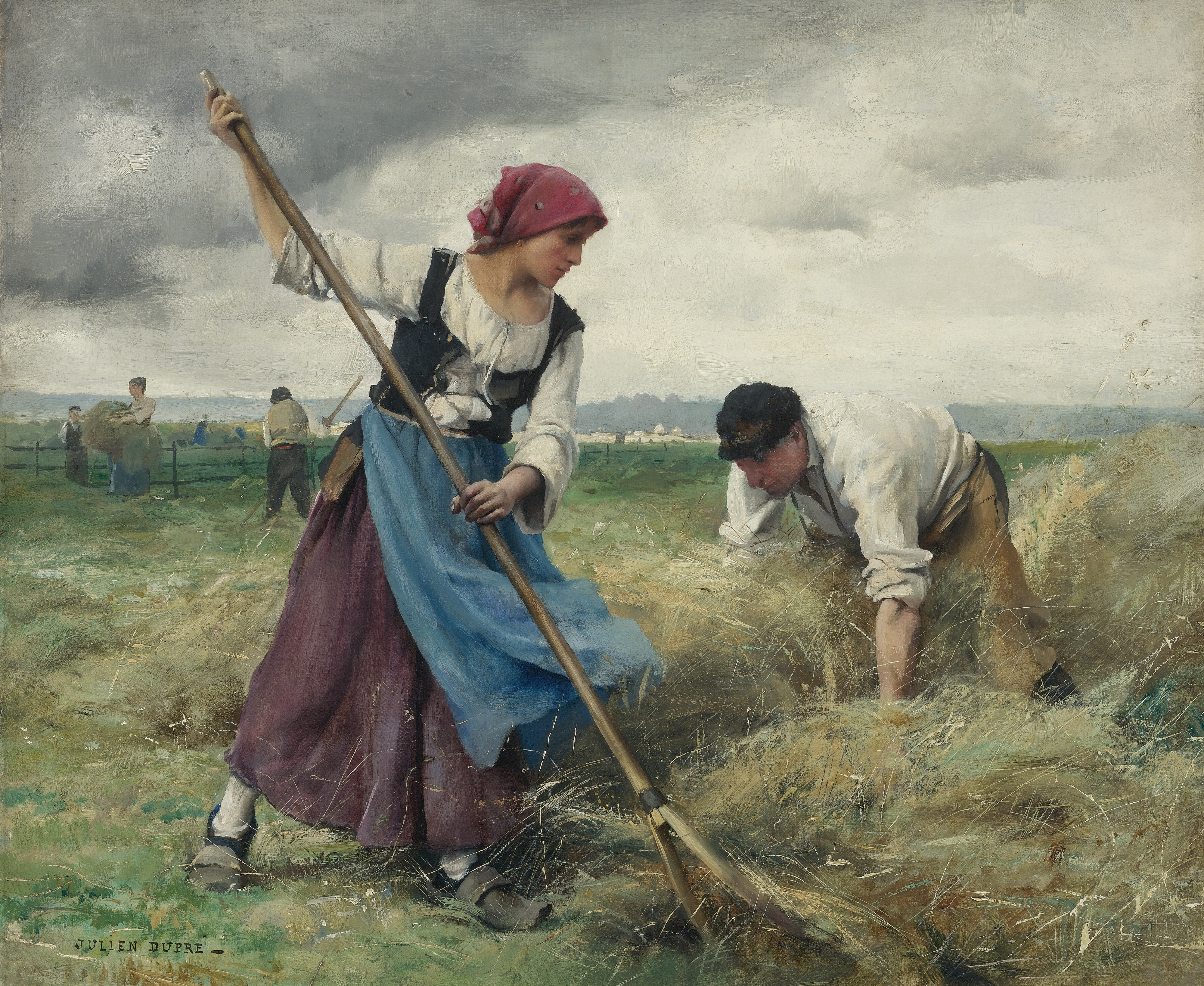
La récolte des foins, Julien Dupré, vers 1910.
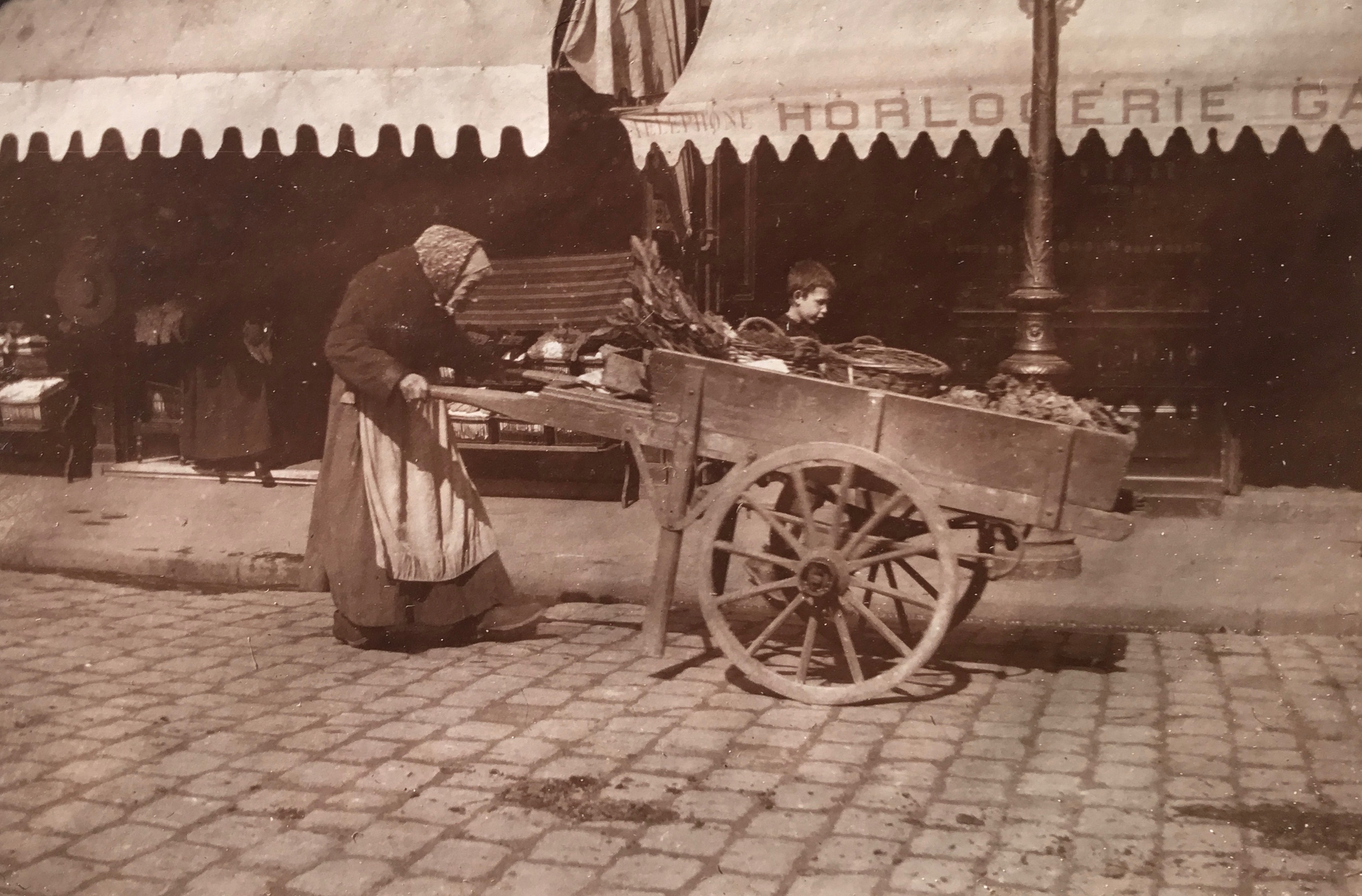
Femme poussant une charrette rue des Drapiers, Le Havre (France), Louis Galibert, 1904.
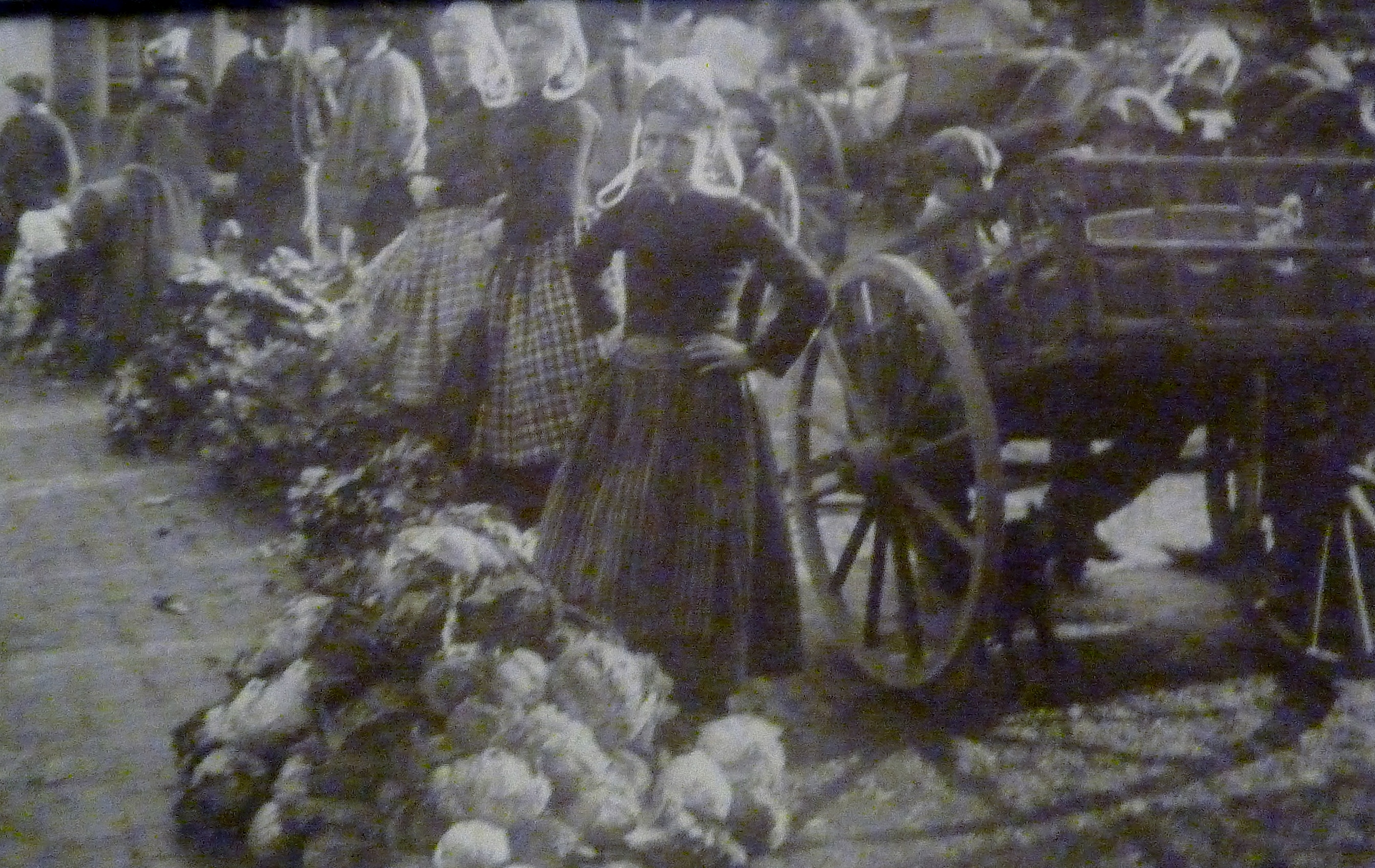
Scène de marché à Quimper (France), Gaston Maury, vers 1907.
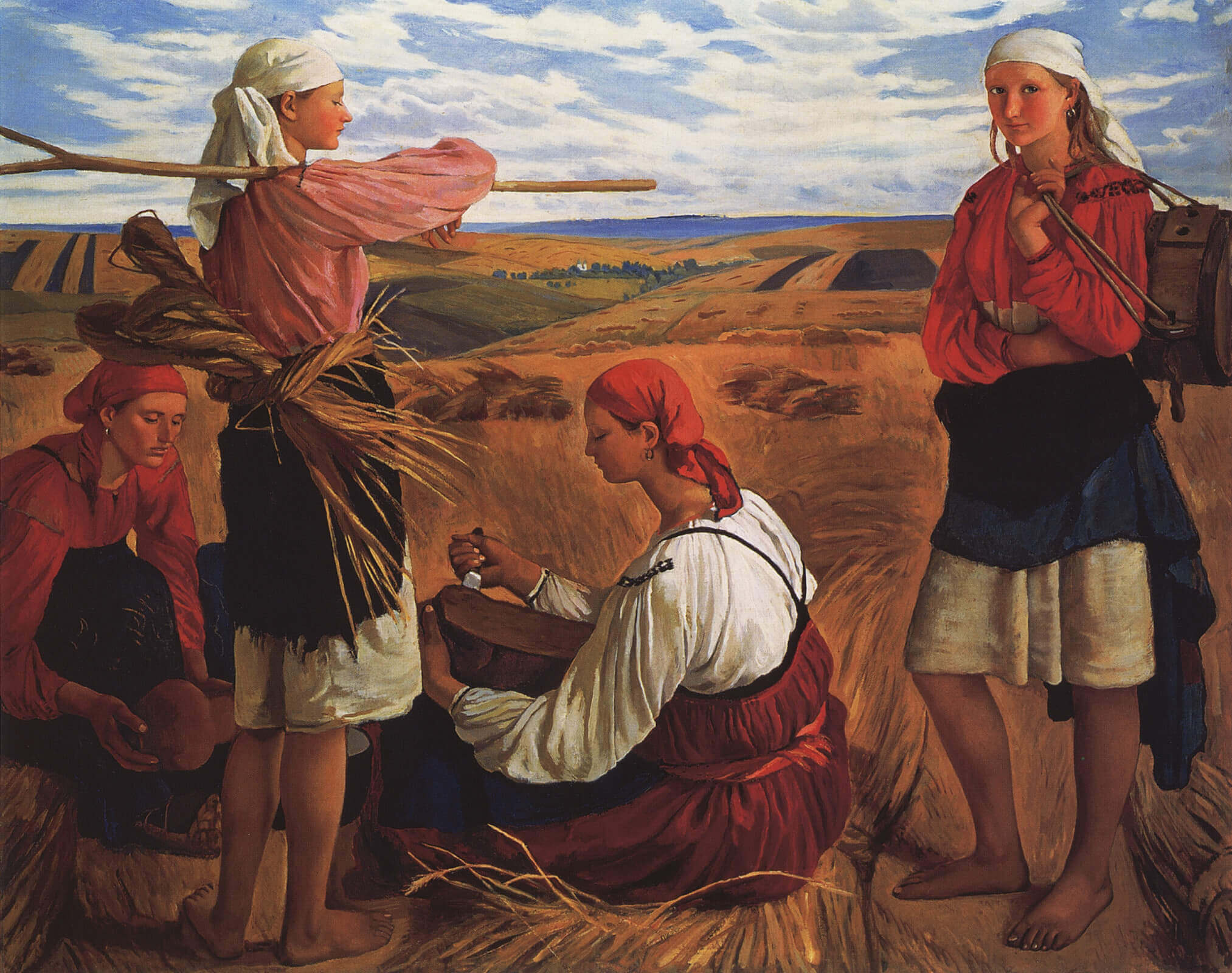
La moisson, Zinaïda Serebriakova, 1915.

Travail à l'usine, à la mine et au bureau
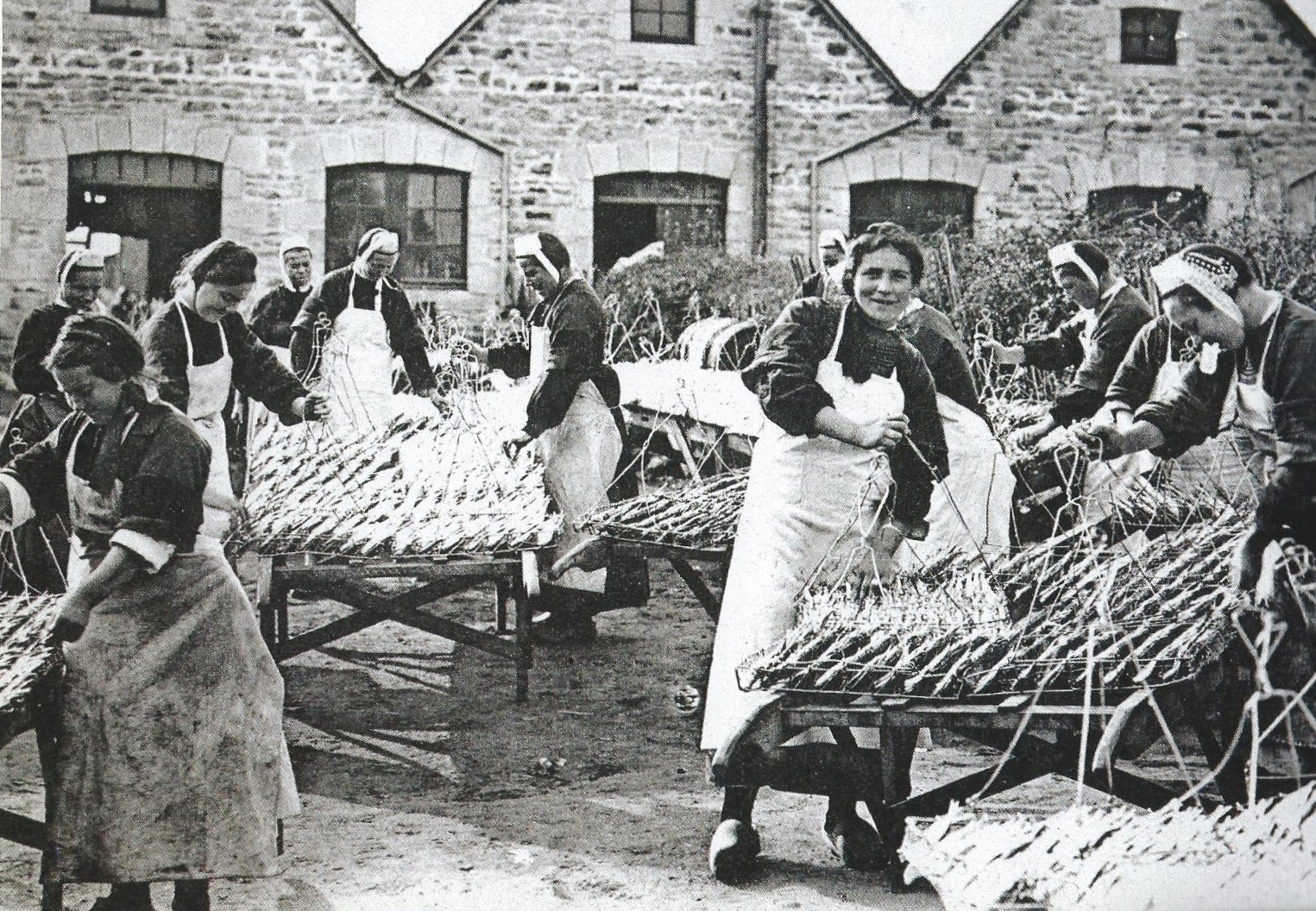
La conserverie de poissons Vallière à Loctudy (France), 1906.
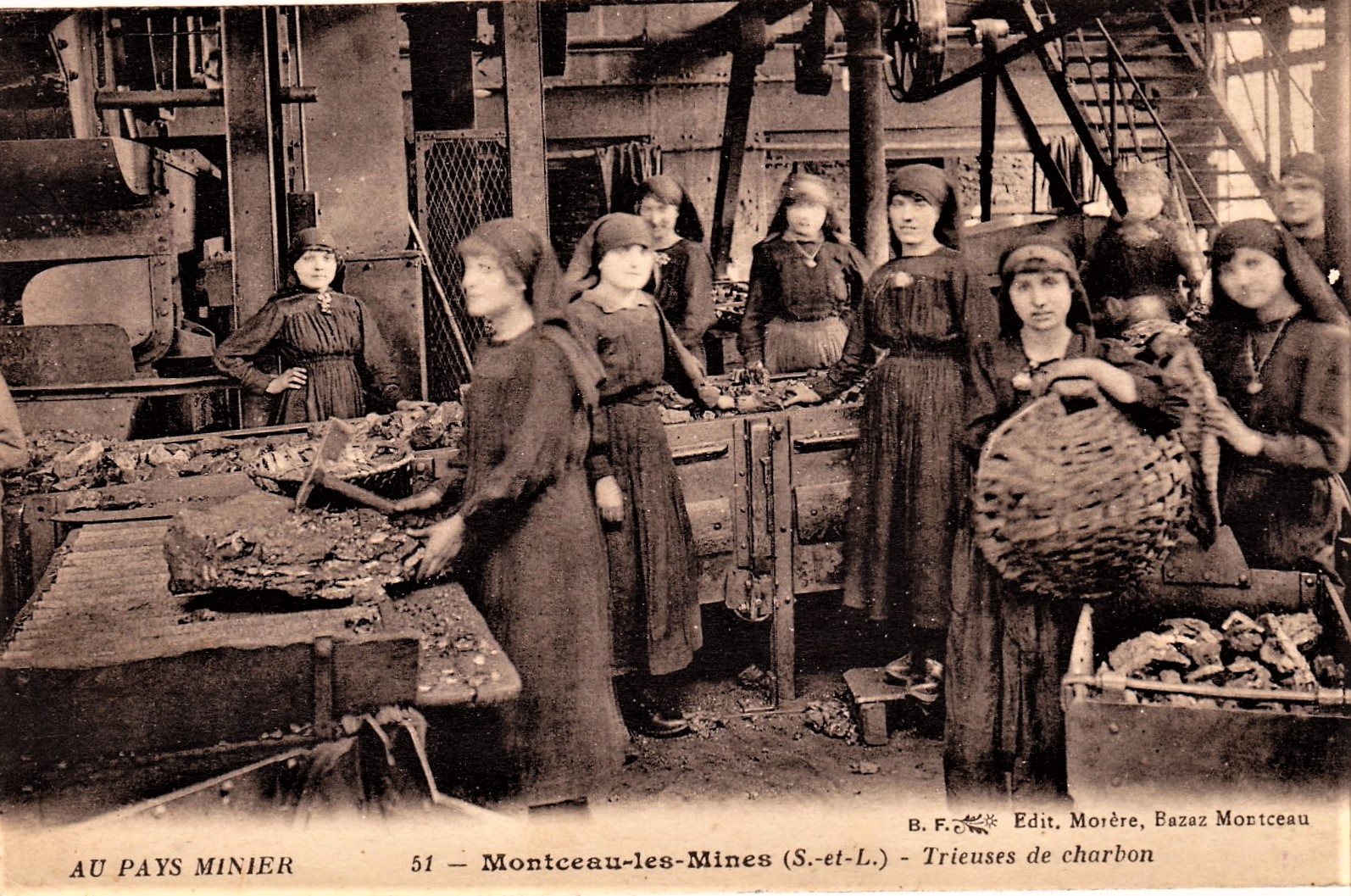
Trieuses de charbon à  Montceau-les-Mines (France), vers 1910.
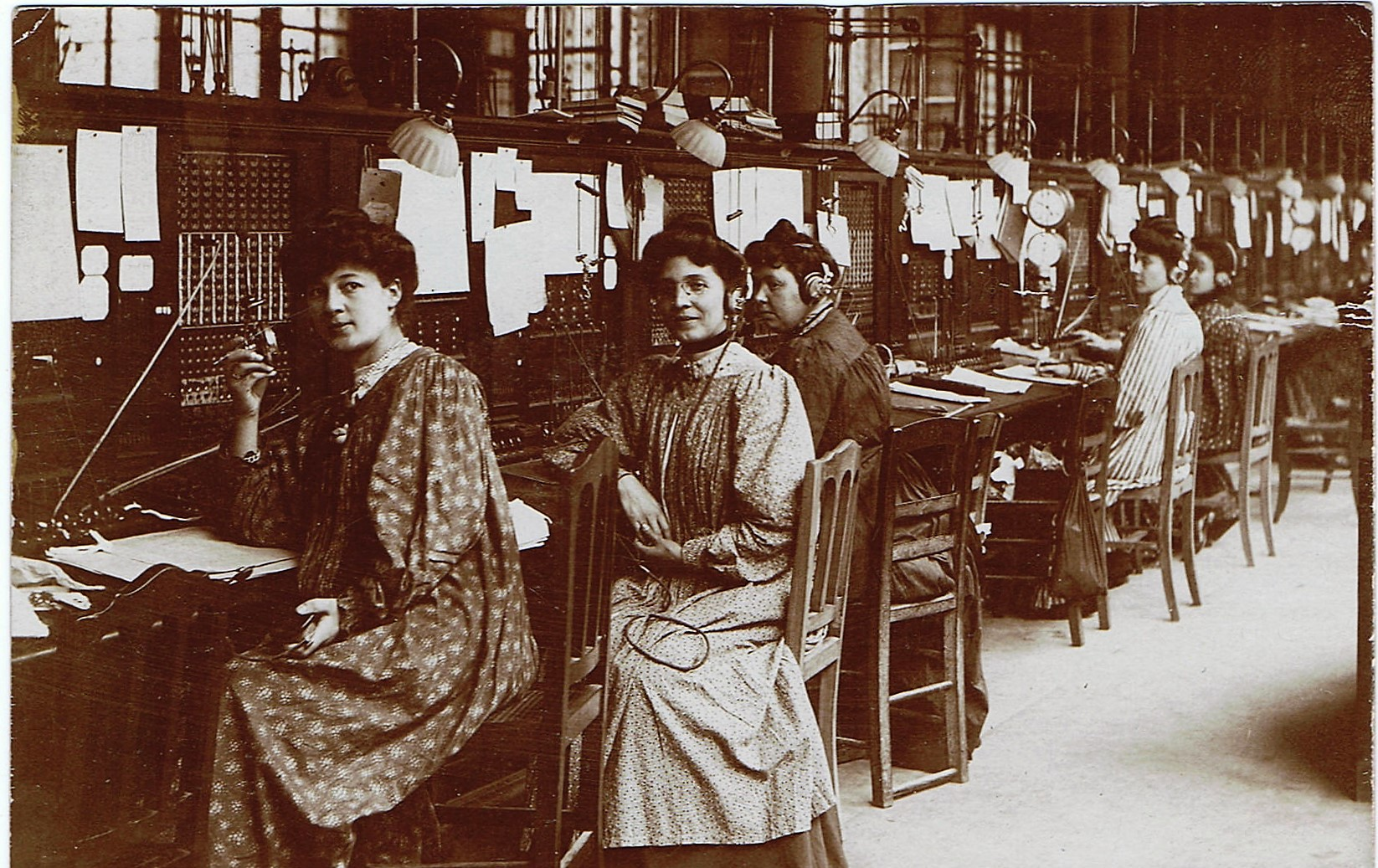
Dames téléphonistes du Central Gutenberg à Paris en 1908.

Durant les guerres, de nombreuses femmes doivent pallier le manque de main-d’œuvre masculine devenue militaire. Ainsi, en milieu rural, lors des pics de charge de travail à certaines saisons, famille et voisins disponibles sont mis à contribution. En Angleterre, la Women's Land Army (en français « armée des femmes pour la terre »), créée en 1917 et comptant jusqu'à 16 000 membres, renforce la main-d’œuvre dans les campagnes. En Europe, dès la première guerre mondiale, de nouveaux métiers s'ouvrent aux femmes, tels que surintendantes d'usine (en Angleterre et en France) ou infirmières-visiteuses (en lien notamment avec la Croix-Rouge américaine). En France, à la fin de chacune des guerres mondiales, une fois les hommes de retour chez eux et prêts à travailler, les femmes sont renvoyées chez elles et les attentes vont au repeuplement.

Femmes durant la première guerre mondiale.
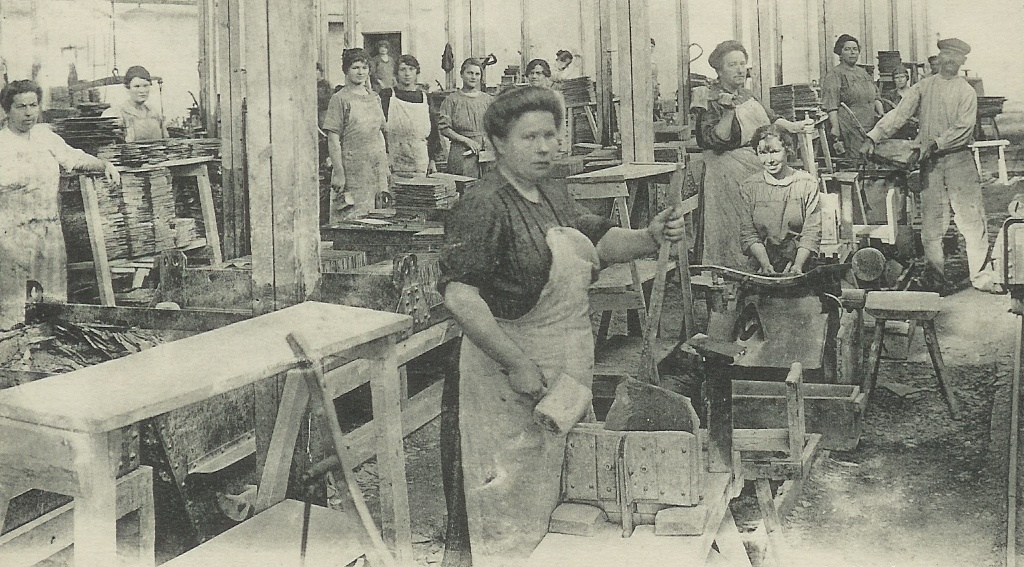
Fendeuses de bois de La Pouëze (France), alors que les hommes sont mobilisés par la guerre, 1914.
« Anglaises et françaises entreprenants de lourds travaux de guerre », vers 1917-1918.

Entre les deux guerres mondiales, de nouveaux produits et outils mécaniques arrivent dans la société, allégeant certaines tâches ; ceci se renforcera par la suite.
Du côté du travail social, les années 1920 voient les premières assistantes sociales professionnelles, formées dans des écoles dédiées, dans plusieurs pays d'Europe (Angleterre, France, Belgique, Roumanie, Pologne…) ; dans certains autres pays de ce continent, il faudra attendre les années 1940-1950 pour qu'elles apparaissent.

Dans les régimes fascistes et nationaux-socialistes, la femme a un rôle d'importance autant sur un plan symbolique qu'économique ; il existe aussi des organisations des femmes sous ces régimes. En 1940, en France, le régime de Vichy interdit d'abord l'emploi des femmes mariées dans l'administration, mais recule deux ans après du fait des besoins liés au contexte de guerre.

Travaux à la maison et petits ateliers
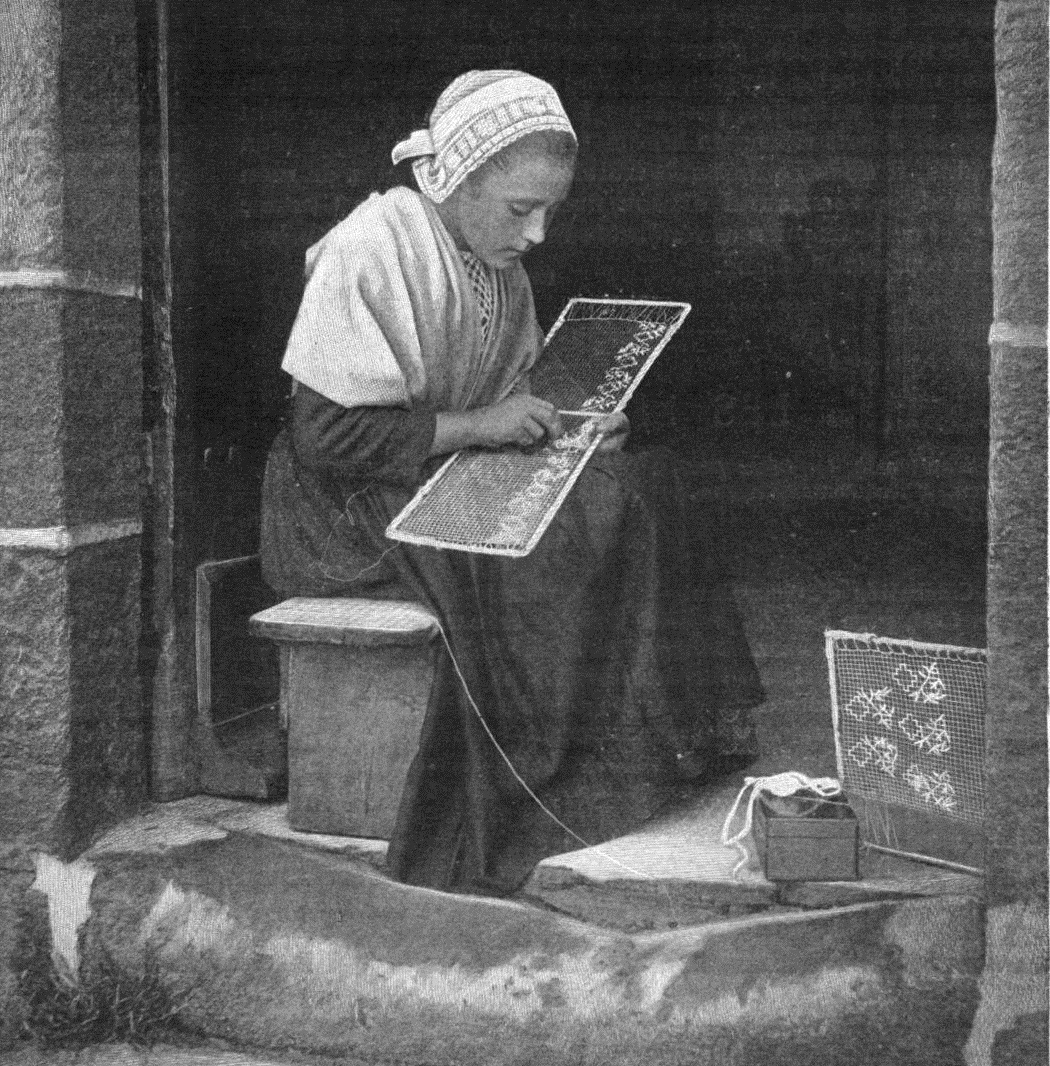
Une brodeuse à Douarnenez (France), vers 1905.
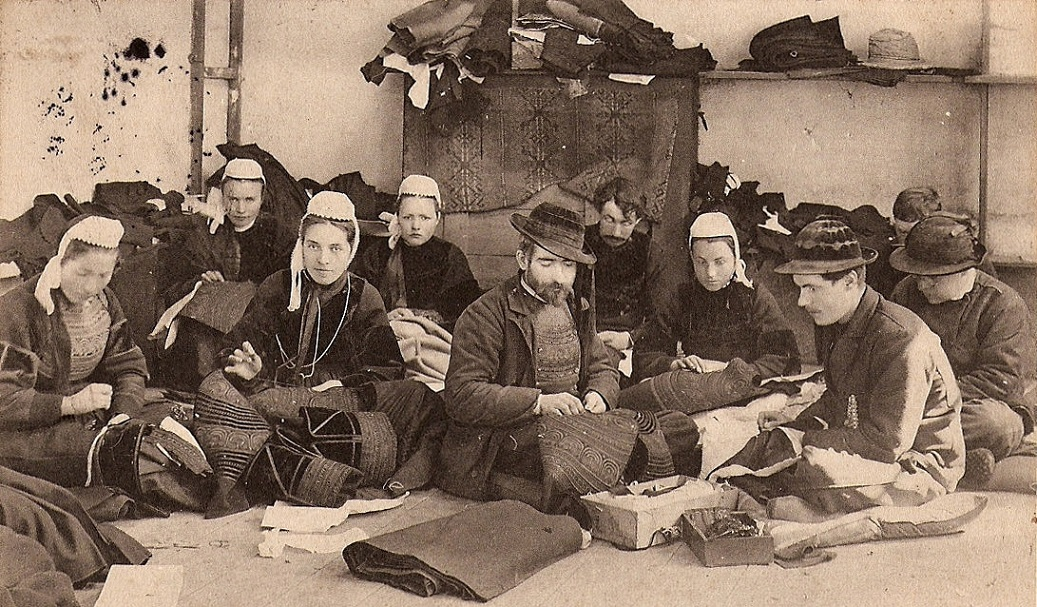
Atelier de brodeurs et de brodeuses de la maison Pichavant à Pont-l'Abbé (carte postale collection Villard), France, vers 1909.
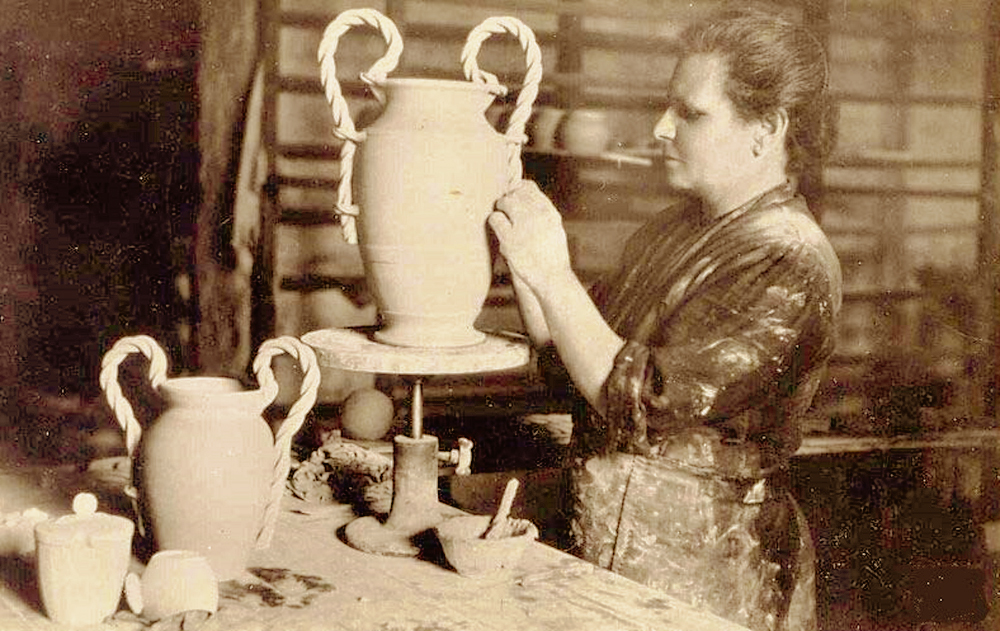
Poterie, pose d'anses torsadées, Vallauris (France), années 1920.

## Seconde moitié duXXesièclejusqu'aux années 1990

### Généralités dans le monde
En ce qui concerne l'emploi, l'Organisation des Nations unies (ONU) s'engage vers l'égalité des droits des femmes et des hommes.
Selon les données de la période 1981-1985 établies par l'INSEE, la proportion des femmes actives est beaucoup plus élevée dans les pays riches que dans les pays pauvres. Elle dépasse ainsi 45 % en Australie et avoisine 2 % en Algérie.

### Europe
Les restrictions légales à l'emploi des femmes des femmes mariées, dites « marriage bar » (en français : « barrière du mariage ») sont levées au Pays-Bas en 1957, en Irlande en 1973 et au Royaume-Uni en 1975. L'Union européenne et ses entités précédentes ont progressivement construit un droit communautaire qui considère l'égalité entre les genres comme l'un de ses fondements ; l'application demeure diverse selon les pays. 

#### France
En France, en 1946, est inscrit dans le préambule de la Constitution le principe d'égalité de droits entre femmes et hommes dans tous les domaines ; un an plus tard, le pays accueille une première femme en tant que ministre, Germaine Poinso-Chapuis. Dans ce même pays, les femmes gagnent le droit de signer un contrat de travail sans l'accord de leur mari en 1965 ; l'année suivante, une loi les protège du licenciement lorsqu'elles sont enceintes ou en congé maternité ; l'égalité salariale entre femmes et hommes est promulguée en 1972 ; 1983 impose l'égalité professionnelle en matière de formation, recrutement, rémunération et promotion — il y a parfois des problèmes dans l'application de certaines lois.
Malgré la baisse de la croissance économique et de l'emploi à partir de 1973, l'afflux des femmes françaises vers le marché du travail continue : la proportion des femmes qui ont un emploi et celles qui en recherchent passe de 40 % au milieu des années 1970 à près de la moitié vers le milieu des années 1980. Le chômage de masse qui les frappe n'arrive pas à les convaincre de rester chez elles : au milieu des années 1980, elles sont plus de 1,25 million à la recherche d'un emploi rémunéré. Néanmoins, dans la hiérarchie des salaires, le travail qu'elles occupent n'est pas assez rémunérateur, ni assez stable. Si elles sont assez nombreuses à chômer plus d'un an que les actifs du sexe masculin, elles sont aussi moins nombreuses à bénéficier d'un emploi à durée indéterminée (contrat de travail à durée indéterminée), qui offre de multiples avantages en matière de rémunération (salaire plus élevé, primes et congés payés) et en matière de stabilité (moins de menaces de licenciement), ou à partager moins leur temps de travail[pas clair].

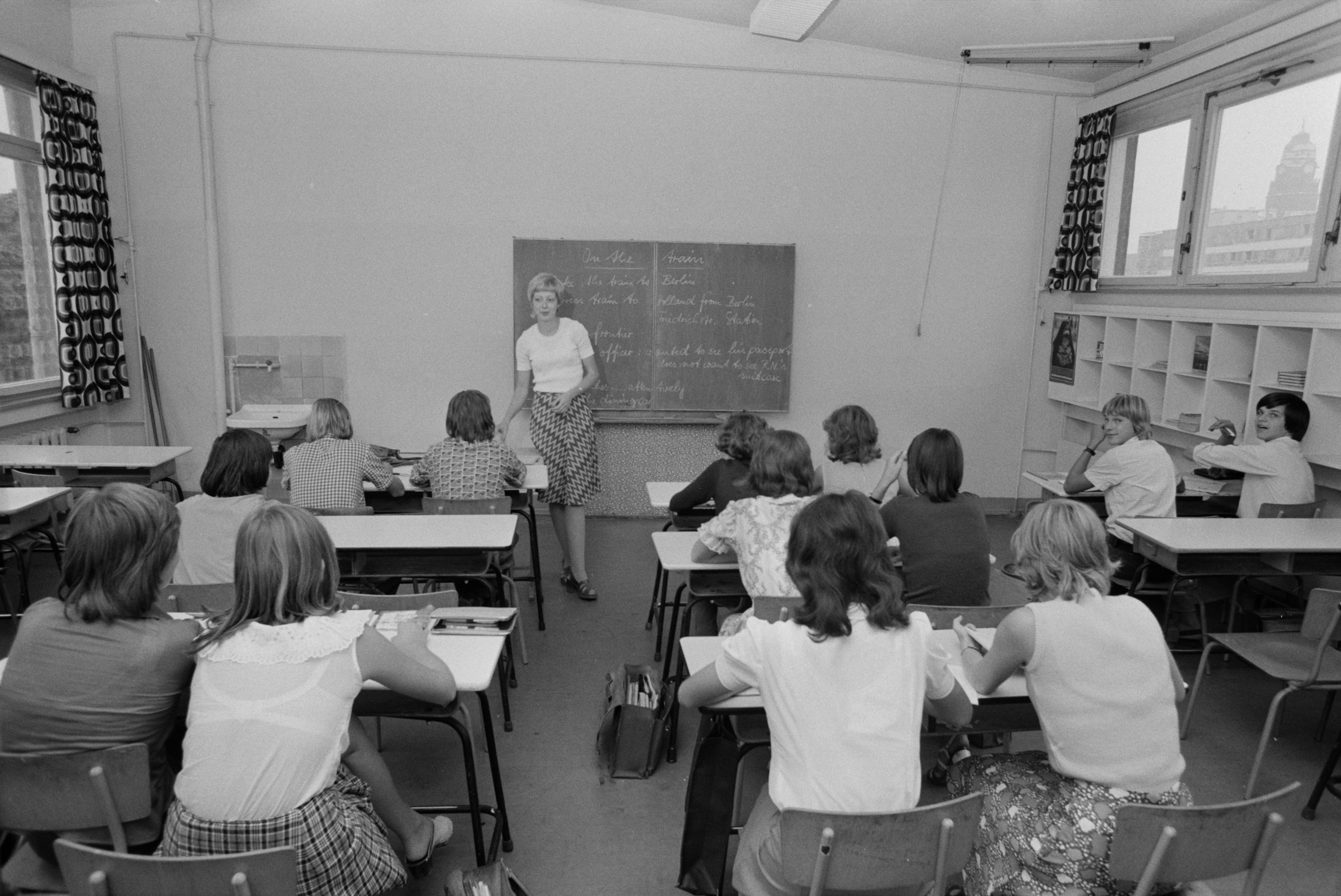
Enseignante en école publique à Dresde (République démocratique allemande), 1975.

La mécanisation, les nouveaux objets et les nouvelles méthodes de production (qui constituent, ensemble, le progrès technique) réduisent la charge de travail dans certains domaines,. Il en est ainsi de la machine à laver et du tracteur agricole, dans les campagnes. Sur les exploitations agricoles, l'émancipation a pour symbole la conductrice de tracteur. Par ailleurs, la mécanisation permet de valoriser davantage certains secteurs professionnels, comme l'industrie laitière, mais ceux-ci connaissent en même temps une masculinisation.

## Années 1990 et début duXXIesiècle

### Généralités dans le monde
Les femmes représentent environ la moitié de la population active dans le monde (51 % en 1990, 48 % en 2019). Cette évolution est très contrastée selon les pays, avec une tendance très forte à la baisse en Amérique latine (-10 %). Les baisses résultent souvent d'une mécanisation de l'agriculture (Asie, Afrique du Sud).

### Afrique subsaharienne
L'Afrique subsaharienne est la zone où la part des femmes dans le total de la population active est le plus élevé au monde : en 2017, dans plusieurs pays, il dépasse les 70% (Cameroun 71 %, Ghana 75 %, Mozambique 83 %, Rwanda 86 %, Zimbabwe 79 %) et est au-delà du taux élevé de 61 % rencontré en Suède ou en Norvège. L'origine de cette surreprésentation provient principalement du secteur agricole quand il est peu mécanisé, et du secteur des petites exploitations commerciales, où les femmes ont été incitées à s'investir afin de s'assurer une indépendance économique.

Quelques images dans différents pays
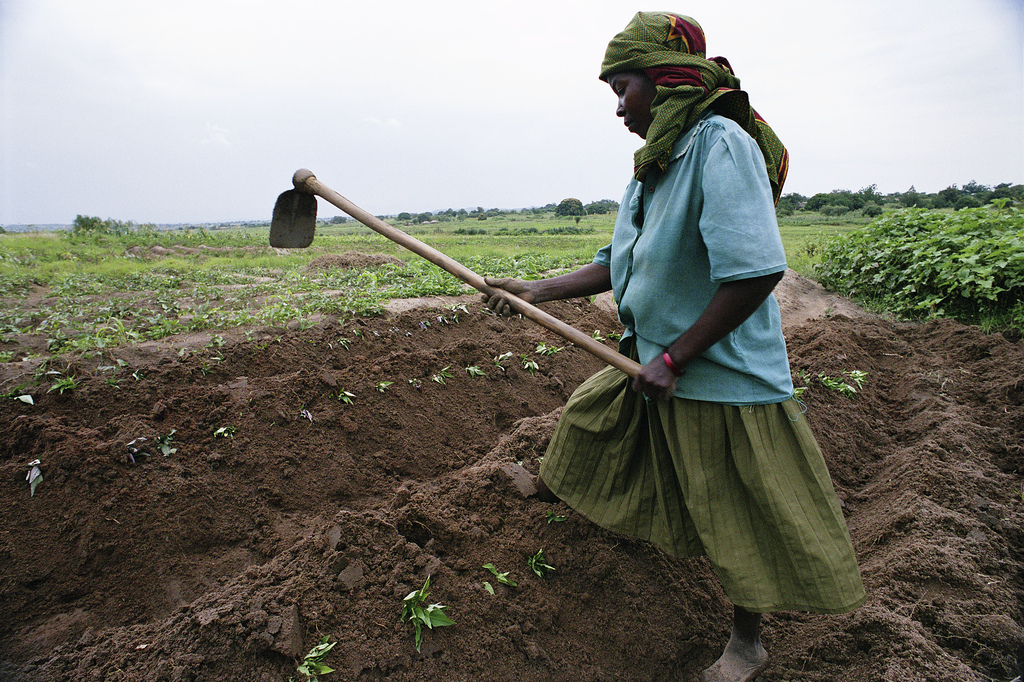
Agricultrice cultivant un champ, Kenya, 2017.
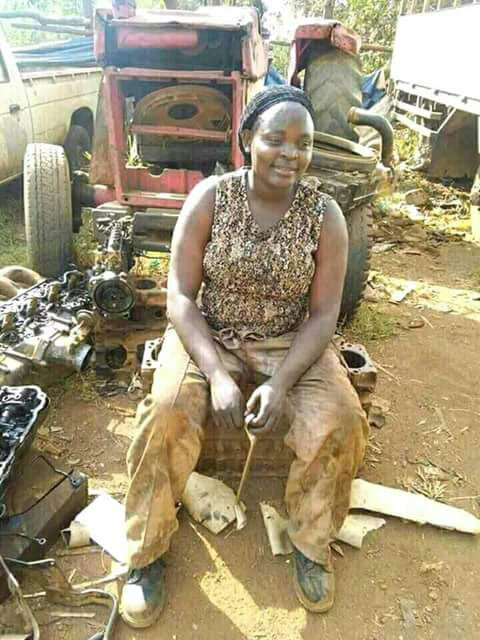
Mécanicienne dans un garage automobile, Kenya, 2017.
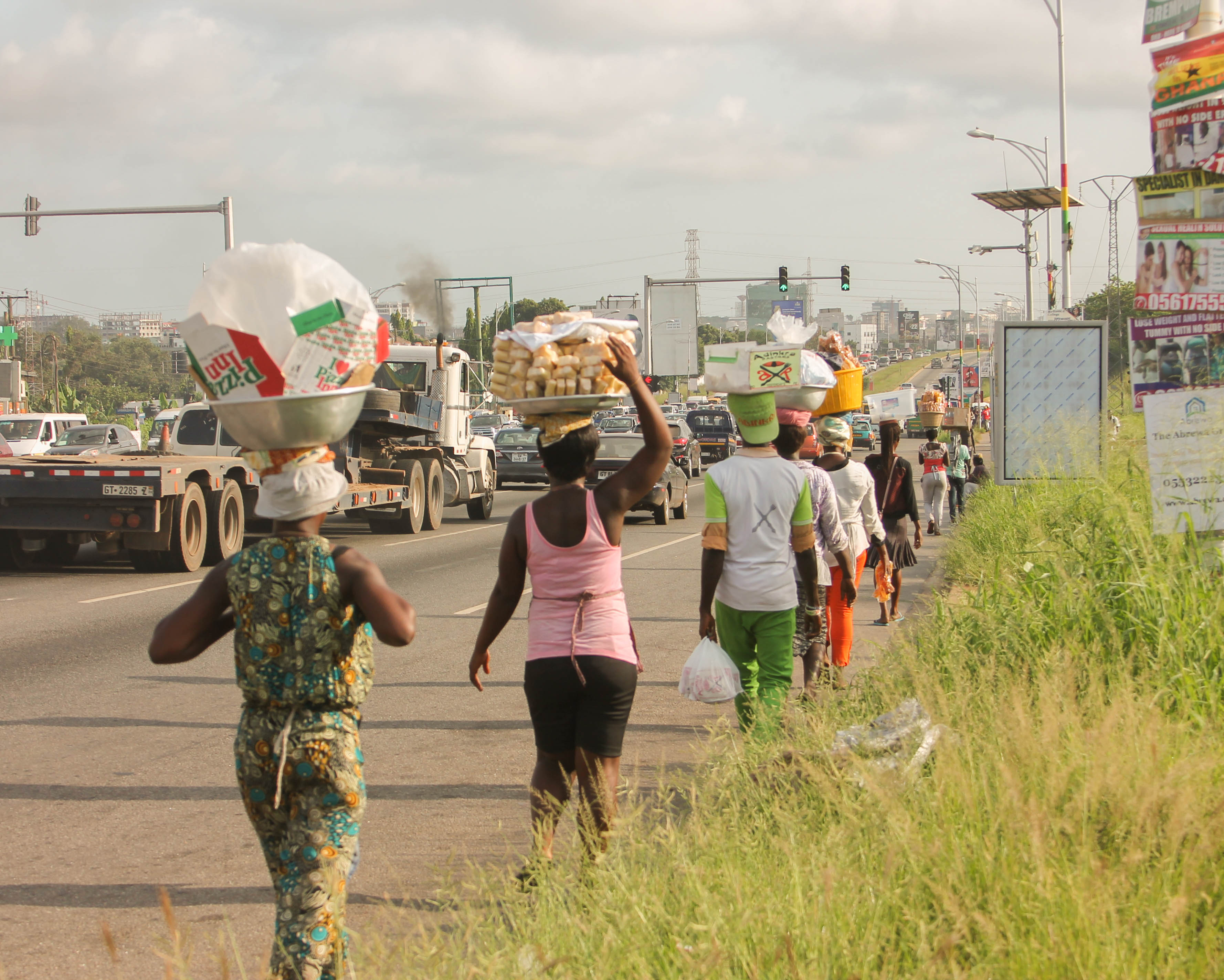
Vendeuses dans les rues d'Accra, Ghana, 2017.
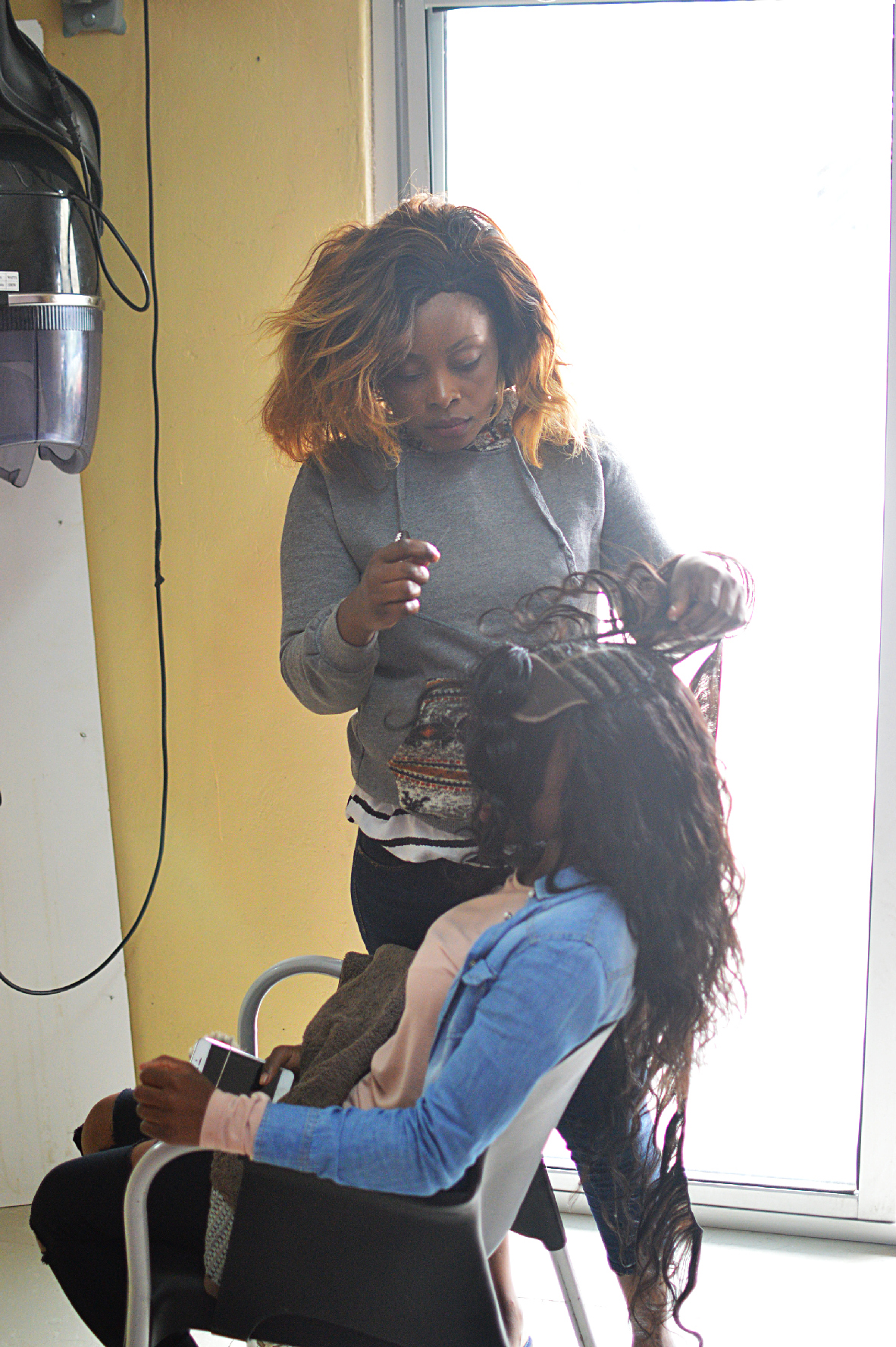
Coiffeuse, Zambie, 2017.
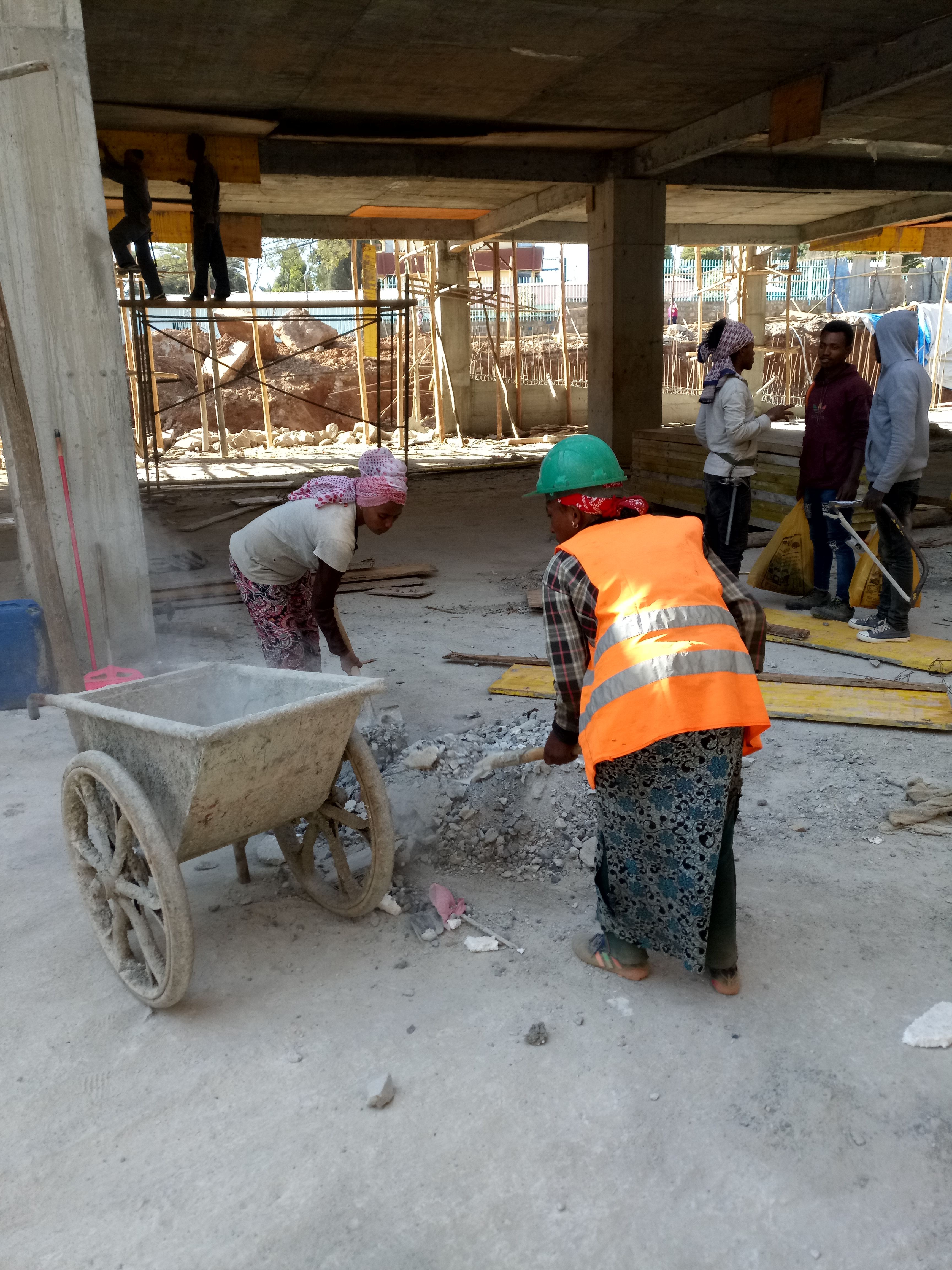
Ouvrières sur le chantier d'un hôpital, Éthiopie, 2017.
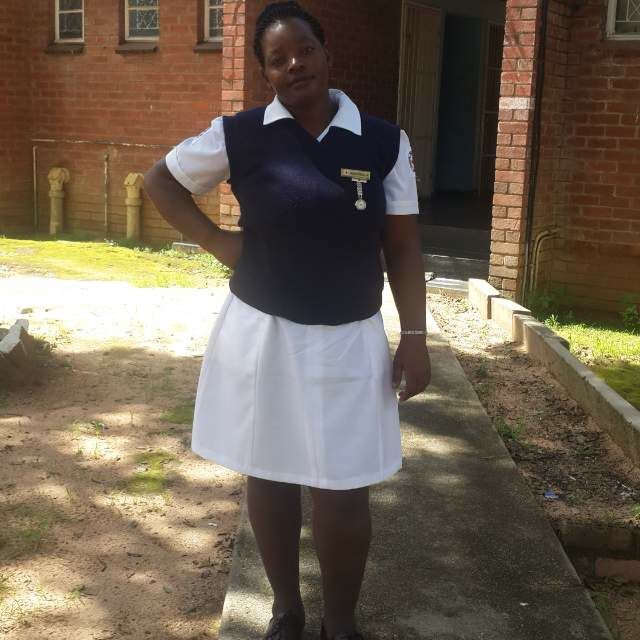
Infirmière, Zimbabwe, 2017.
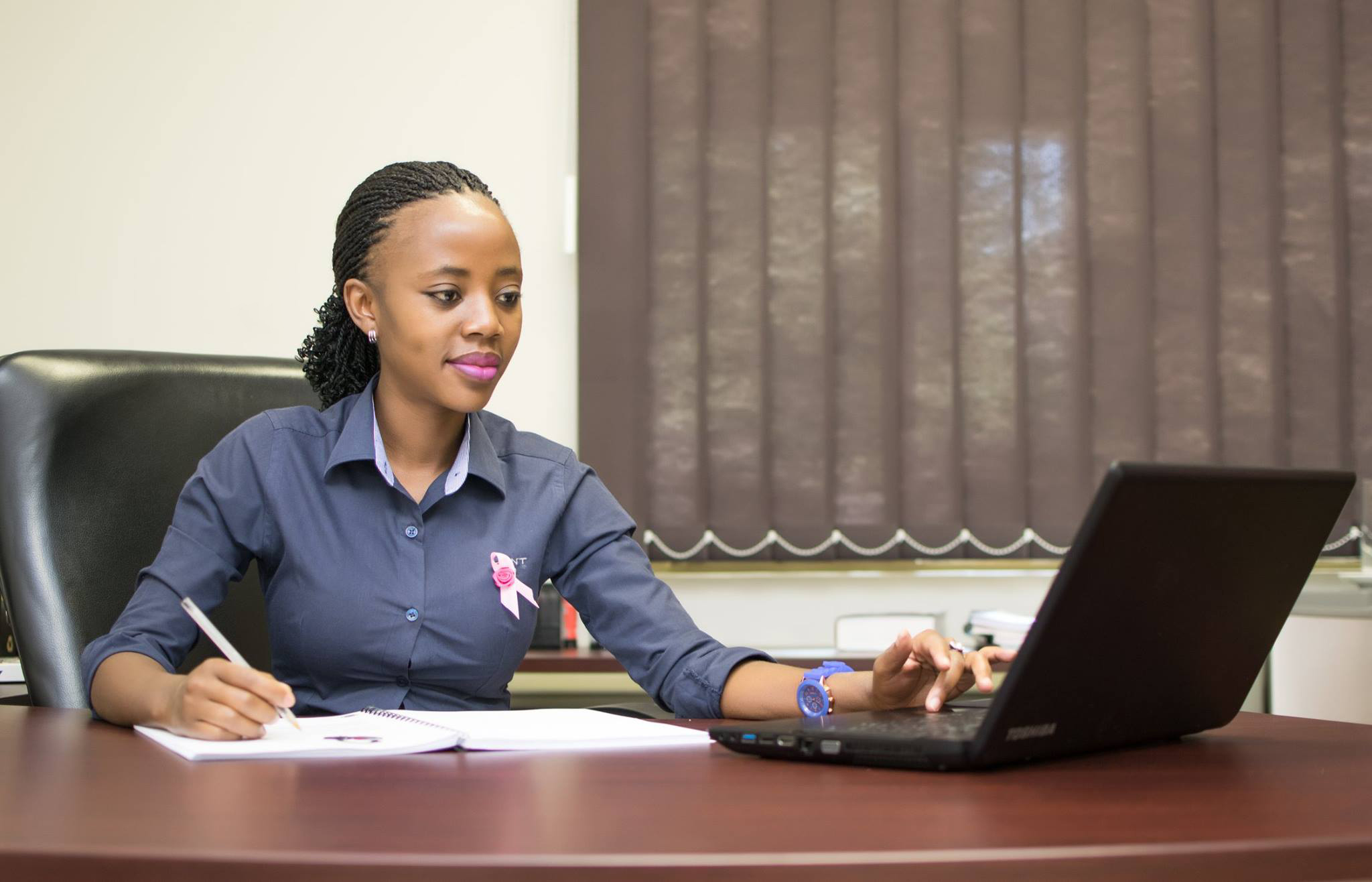
Comptable, Namibie, 2017.
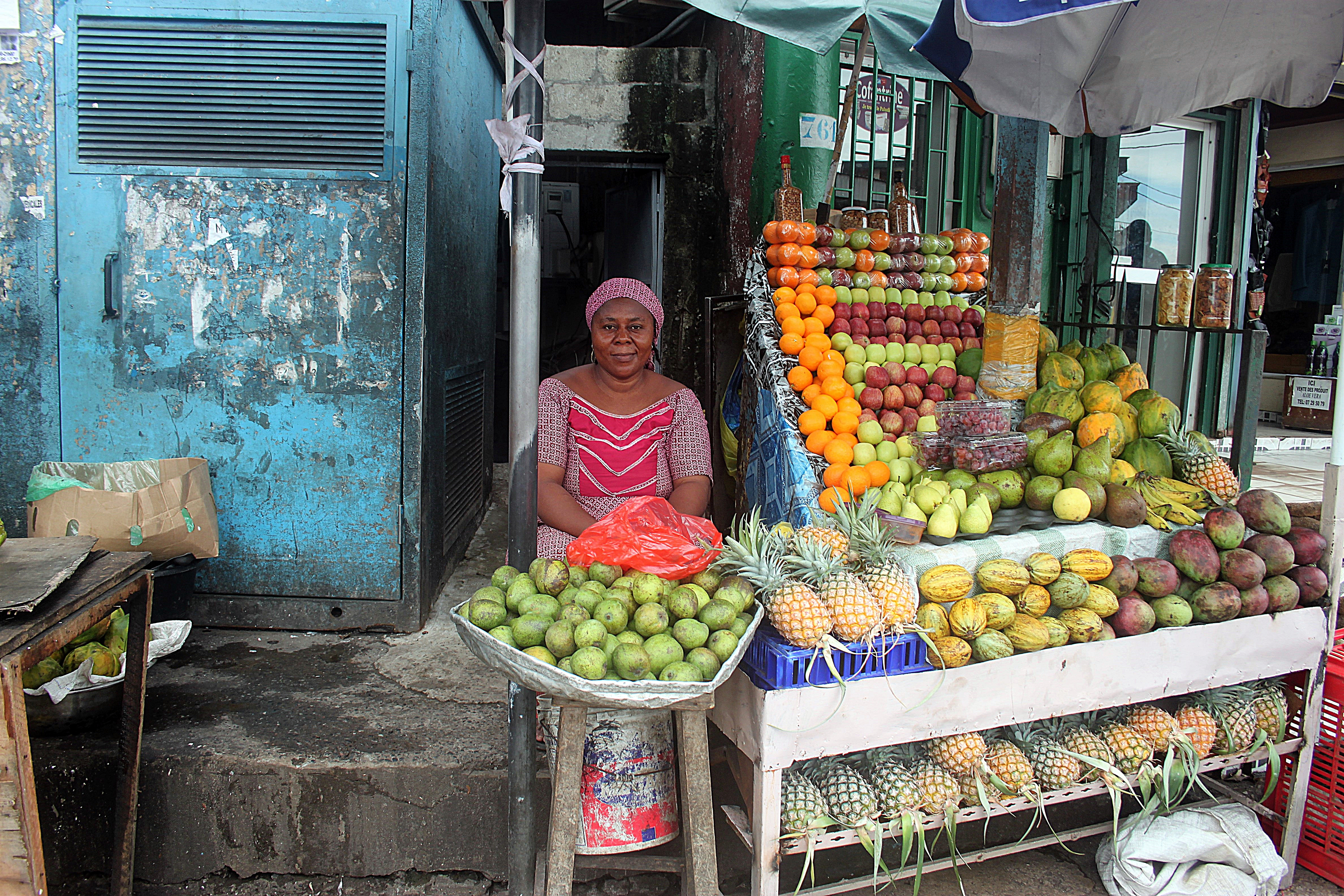
Marchande de fruits tropicaux à Libreville, Gabon, 2017.
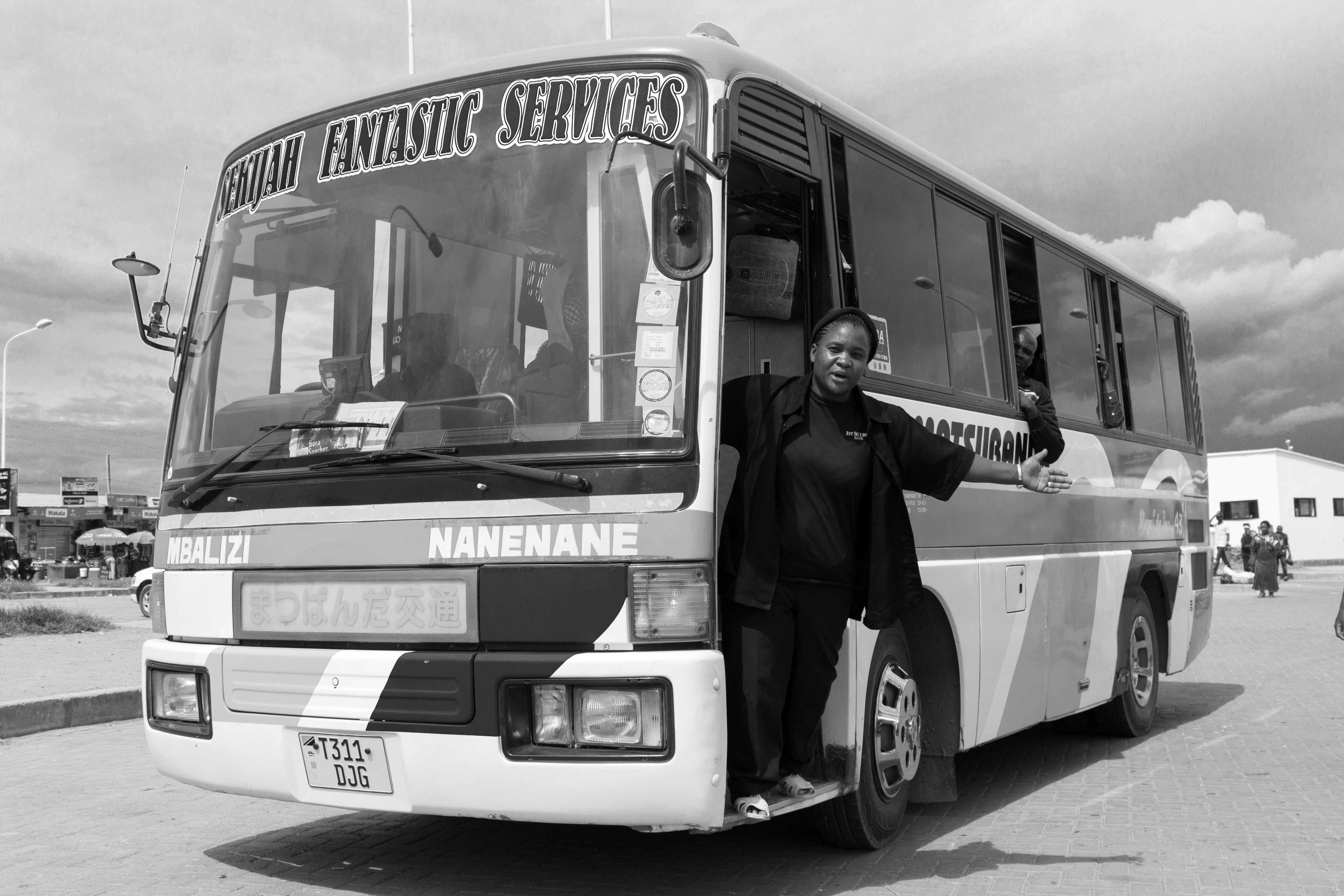
Conductrice de bus, Tanzanie, 2017.
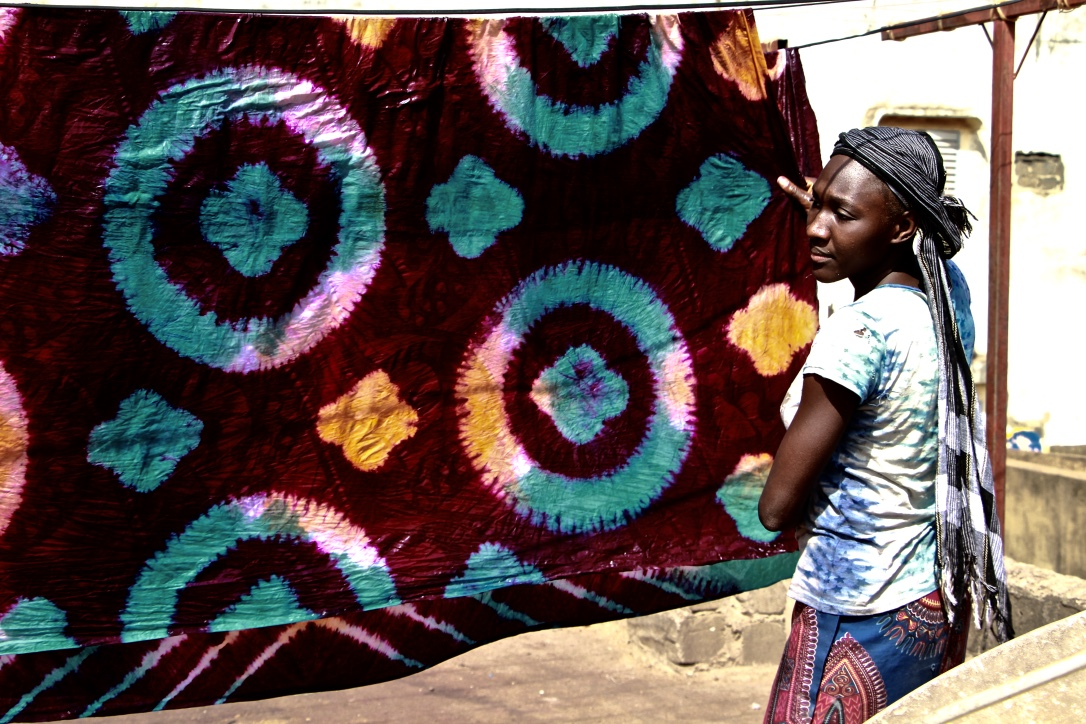
Teinturière, Mali, 2017.
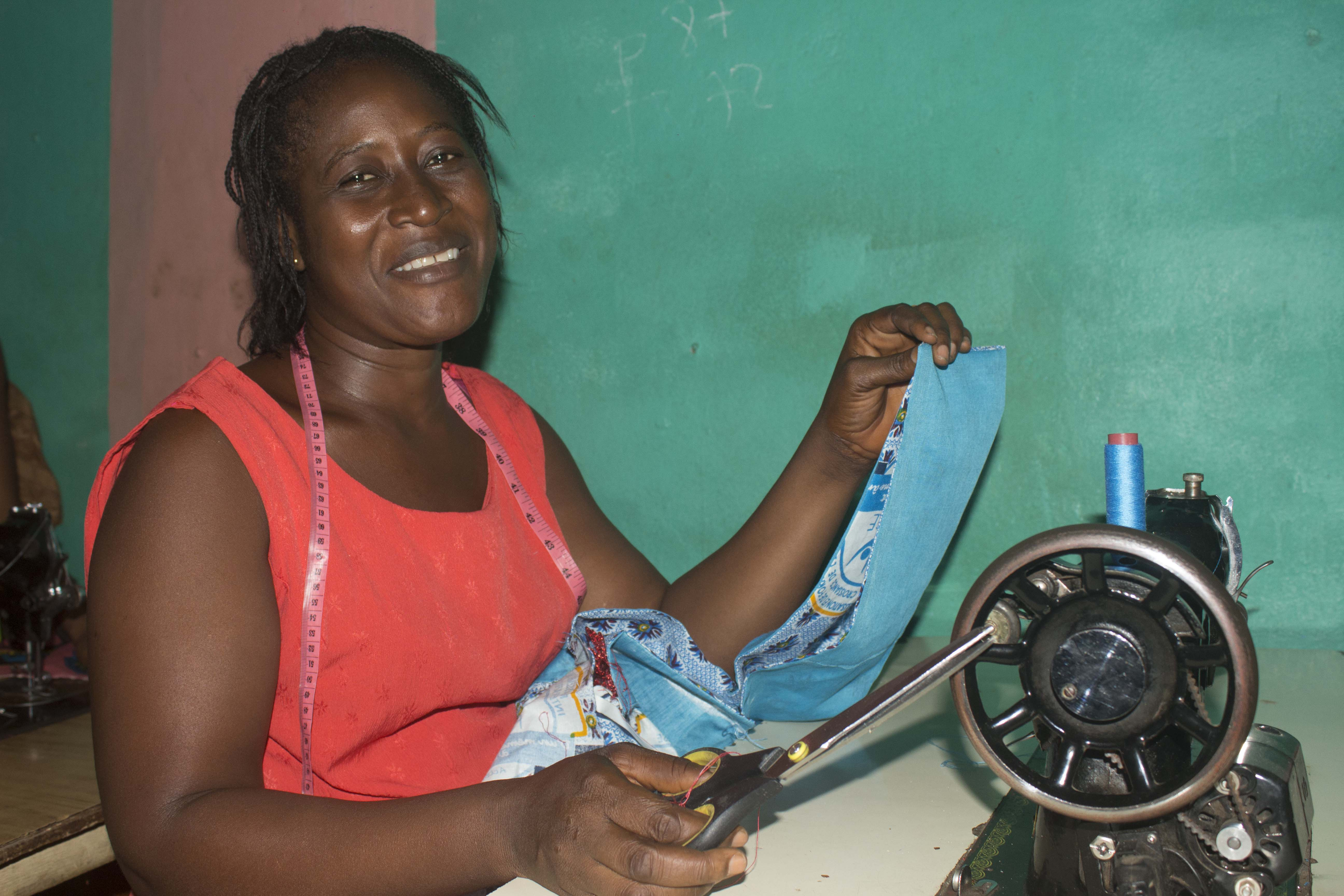
Couturière, Côte d'Ivoire, 2017.
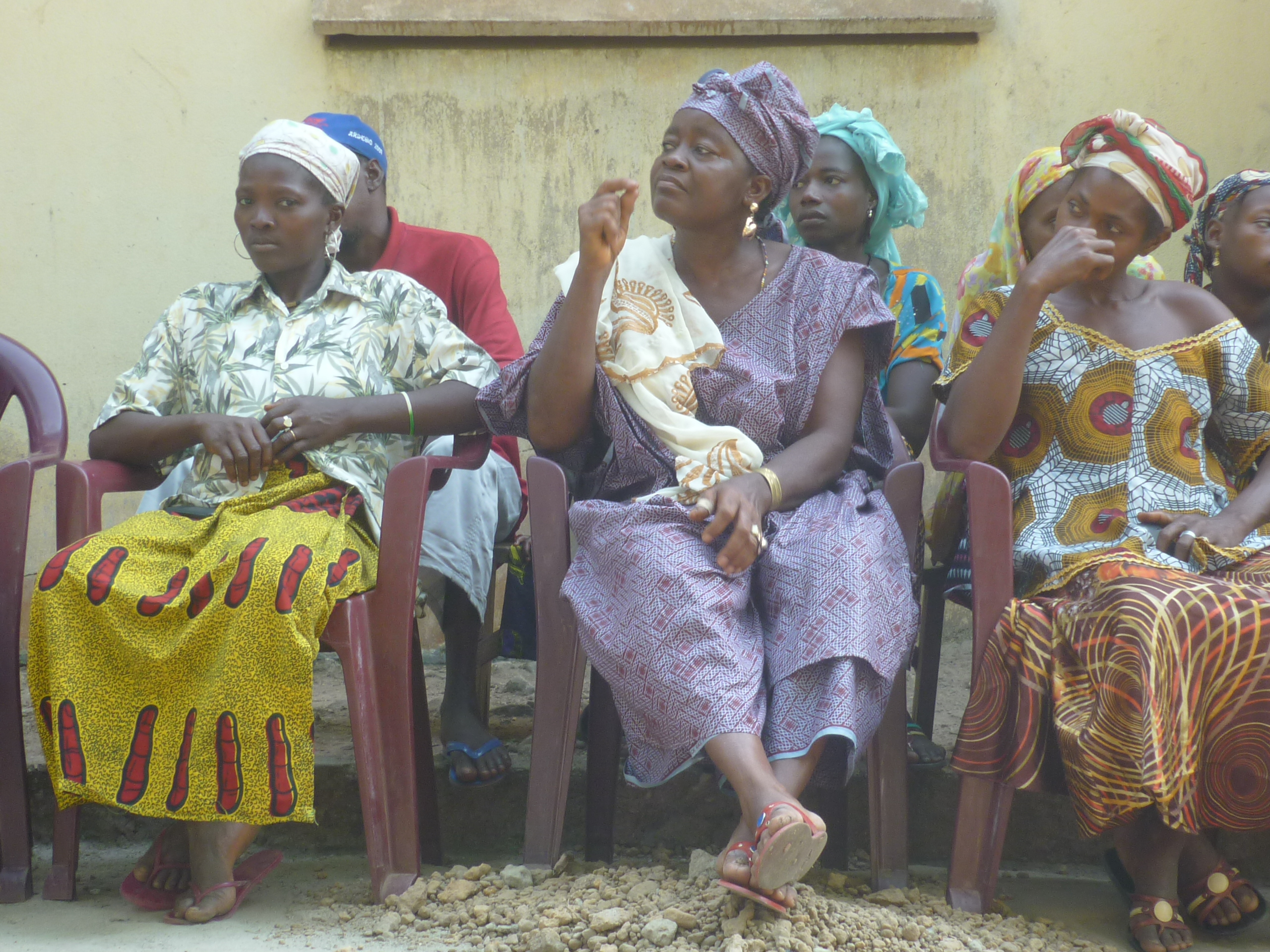
Comité d'un poste de gestion de santé, Guinée, 2017.
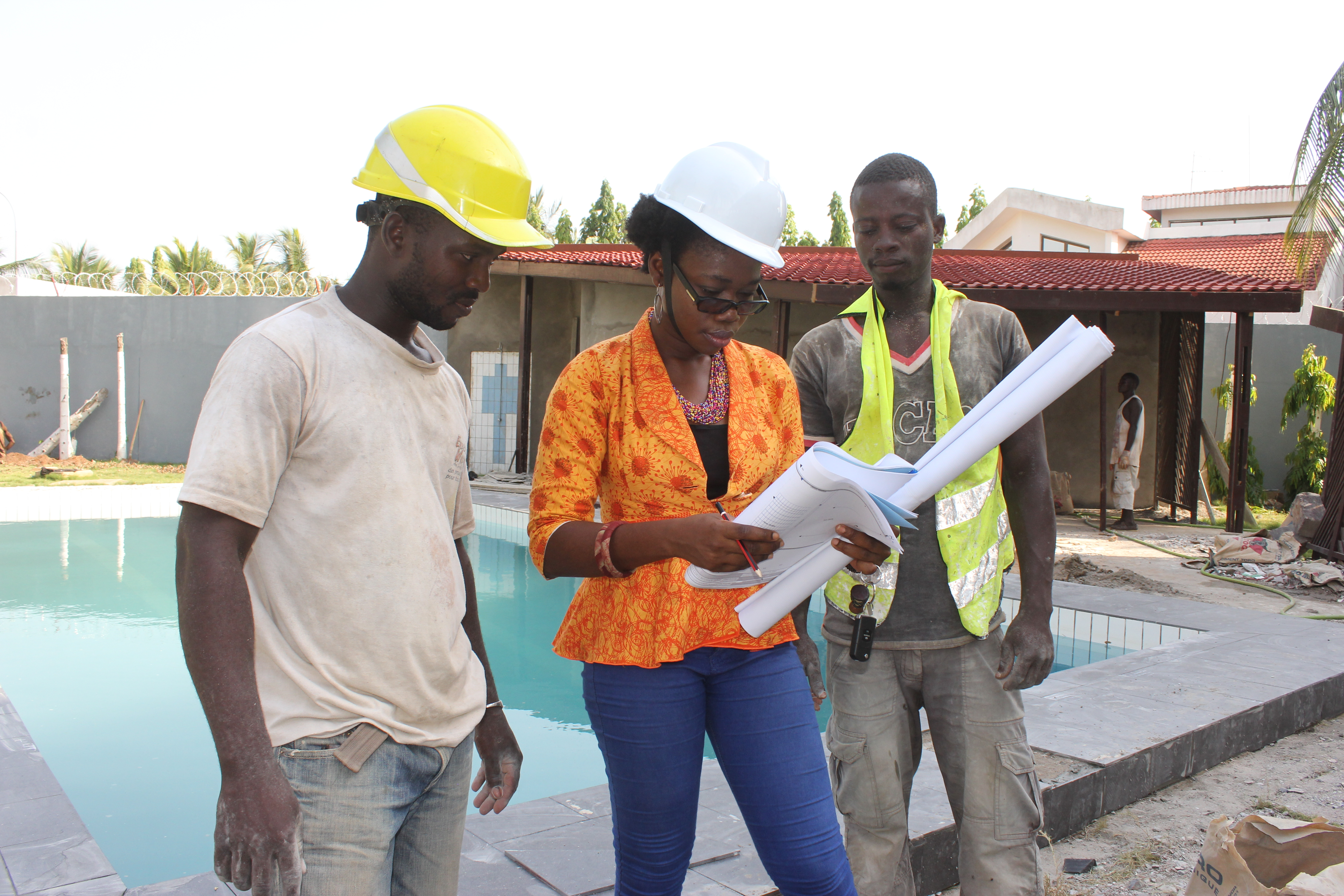
Architecte urbaniste, Togo, 2017.

### Amérique du Nord

#### États-Unis
En 2016, les États-Unis se situent au dix-septième rang des pays de l'OCDE pour le taux de travail des femmes. D’après une étude du Bureau du recensement de 2014, les salariées gagnent en moyenne 21 % de moins que leurs collègues hommes. L’écart s’accentue quand elles sont noires (36 % de moins) ou hispaniques (44 %). Les États-Unis comptent parmi les quatre pays — avec le Swaziland, le Lesotho, et la Papouasie-Nouvelle-Guinée — à ne pas garantir de congé maternité payé.

### Moyen-Orient et Afrique du Nord
C'est la zone où la part des femmes au sein de la population active est la plus faible, bien qu'en augmentation par rapport aux années 1990 : Algérie 15%, Tunisie 24%, Maroc 25%, Égypte 22%, Liban 23%, Jordanie 14%, Oman 30%, Turquie 32%, Iran 17%.

### Europe

#### Généralités
Dans le secteur agricole, le travail des femmes, bien qu'ayant connu différentes évolutions, a été et reste visible. Les métamorphoses du secteur, dont l'agrotourisme et autres accueils à la ferme, ont vu certains rôles être redistribués.

#### Belgique

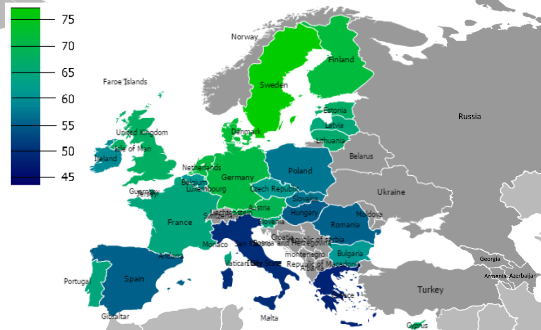
Taux d'activité féminin par rapport à l'ensemble de la population pour la tranche d'âge 20-64 ans dans l'UE en 2011.

La première réglementation sur le travail des femmes a été adoptée par le Parlement en 1889.

#### Allemagne
En République démocratique allemande (RDA), le taux d'activité féminin était en 1990 le plus élevé au monde (91 %). Cette situation s'expliquait notamment par la quasi-gratuité des crèches et leur nombre, permettant aux femmes de conjuguer vie professionnelle et vie familiale. En République fédérale d'Allemagne (RFA), avec seulement 4 % des enfants de moins de trois ans fréquentant des crèches, la situation était alors inverse, avec un taux de 55 % de femmes actives parmi les plus faibles d'Europe. Après la réunification, la disparition de la gratuité des crèches et le démantèlement du réseau de structures destinées à accueillir des enfants et des adolescents marquent un recul du travail féminin dans l'ancienne RDA.
En 2017, la part des femmes en activité était de 71,5 %, contre 78,9 % chez les hommes, soit un écart de 7,4 %, contre à peine moins de 21 % en 1992. Sur le territoire de l'ancienne RDA, la part des femmes en activité reste supérieure (mais dans une moindre mesure) à celle que l'on enregistre à l'Ouest (73,3 % contre 71,1 %). L'augmentation de la part des femmes en activité est toutefois accompagnée d'une croissance du travail à temps partiel. Alors qu’en 1997, 35 % des femmes en activité travaillaient au maximum 32 heures par semaine, cette part frôlait les 48 % en 2017. Le phénomène des minijobs, promus en 2003 par les réformes Hartz et rémunérés à 450 € au maximum, a pris des proportions considérables, le nombre des minijobs passant de 5,6 millions en 2003 à 7,8 millions en juin 2016. Pour 5,1 millions de salariés (dont deux tiers de femmes), le minijob constituait la seule activité rémunérée. Les personnes mariées dont le minijob ne constitue qu'un revenu d’appoint ne sont pas imposées et peuvent bénéficier de la sécurité sociale de leur conjoint. Cette solution peut paraître attrayante à court terme, notamment lorsque le ménage compte des enfants en bas âge, mais elle peut se révéler problématique après un divorce ou à l'âge de la retraite. Aucun autre pays européen, à l'exception des Pays-Bas, ne connaît un écart aussi important entre le temps de travail des femmes (souvent employées à temps partiel) et celui des hommes (dans la plupart des cas employés à temps plein et accumulant les heures supplémentaires). Les  femmes représentent 36 % des revenus du travail en Allemagne en 2020.

#### Russie
En URSS, le taux d’activité des femmes s’élève à 84 % en 1989. Une certaine polarisation s'effectue toutefois entre les secteurs à domination masculine et féminine. Ainsi, en 1970, elles représentent 75 % du corps enseignant, des médecins et des dentistes, et 63 % des employés de bureaux. La fin de l'URSS advient en 1991, laissant place à plusieurs pays, dont la Russie.
En Russie, le taux d’activité des femmes s'effondre après la vague de privatisations de décembre 1992 à juin 1994 : deux millions d’entre elles perdent leur emploi. Dans l’ensemble, selon les historiens Bertram Silverman et Murray Yanowitch, ce recul reflète « la diminution du nombre d’emplois offerts et le déclin des services de garde ».

#### France
En 2019, les femmes représentent 50% de la population active, un taux en légère augmentation depuis les années 1990.
Aujourd'hui, les distinctions de genre sont moins présentes qu'auparavant si l'on s'en tient aux chiffres du marché de l'emploi. Il reste cependant des professions où tout reste à faire. Par exemple : le métier d'assistante maternelle est occupé à plus de 97.7% par les femmes alors que celui d'ouvrière du bâtiment ne représente que 2.1%.

#### Espagne
Les inégalités salariales et d'accès à l’emploi ont diminué à partir des années 1990. À cette date, les femmes représentaient 24,7 % des revenus du travail, tandis qu'en 2020, cette part atteint 39,6 %.

##### Concentration des emplois féminins
Selon une étude de la Direction de l'animation de la recherche des études et des statistiques (Dares), en France en 2002, plus de la moitié des emplois féminins sont concentrés dans 10 familles professionnelles sur 84.

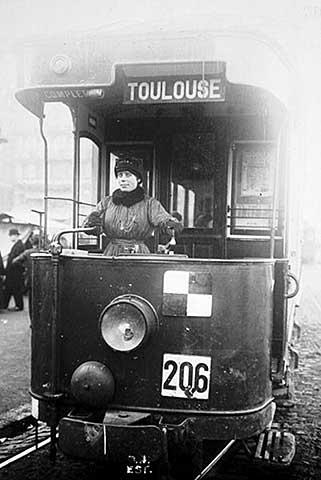
Conductrice de tramway
à Toulouse en 1914-1918.

| Profession                                                 | Taux de féminisation   |
| ---------------------------------------------------------- | ---------------------- |
| Toutes professions confondues                              | 45,3 % (10,8 millions) |
| cadre (toutes professions confondues) dont moins de 35 ans | 39,6 % 45 %            |
| assistante maternelle                                      | 99 %                   |
| secrétaire                                                 | 97 %                   |
| aide-soignant(e)                                           | 88 %                   |
| sage-femme, infirmier(e)                                   | 87 %                   |
| technicien(ne) de surface                                  | 74 %                   |
| enseignant(e)                                              | 64 % (716 000 emplois) |
| informaticien(ne)                                          | 20 %                   |

##### Évolution du travail féminin
| Femmes           | 1975 | 1985 | 1995 | 2000 | 2005 |
| ---------------- | ---- | ---- | ---- | ---- | ---- |
| 15-24 ans        | 45,5 | 39,7 | 26,5 | 26,0 | 29,9 |
| 25-49 ans        | 58,6 | 70,8 | 78,3 | 79,3 | 81,1 |
| 50 ans et plus   | 42,9 | 39,8 | 43,9 | 50,5 | 54,6 |
| Ensemble         | 51,5 | 55,6 | 59,9 | 61,7 | 63,8 |
| Hommes 15-24 ans | 55,6 | 42,5 | 32,4 | 32,6 | 37,3 |
| 25-49 ans        | 97,0 | 96,5 | 95,5 | 94,8 | 94,4 |
| 50 ans et plus   | 79,5 | 64,5 | 58,6 | 63,2 | 63,6 |
| Ensemble         | 82,5 | 75,9 | 74,0 | 74,4 | 74,5 |

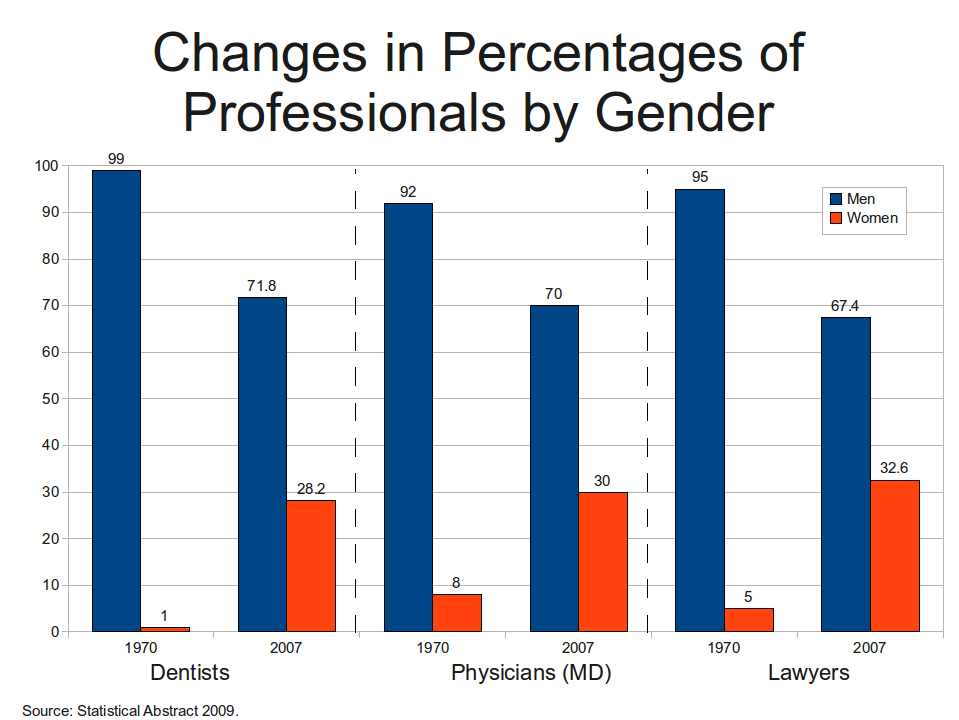
Évolution de la part des femmes, entre 1970 et 2007, dans les professions suivantes : dentiste, médecin, avocat (en pourcents).

Note : taux d'activité en mars de chaque année, sauf celles du recensement (avril en 1975 et 1982 ; janvier en 1990 et 1999), jusqu'en 2001, taux d'activité en moyenne annuelle à partir de 2002 ; le changement de série est signifié par une * dans le graphique.
Champ : personnes de 15 à 64 ans. Source : Insee, enquêtes sur l'emploi.
Il est à remarquer que la plupart des emplois créés le sont aujourd'hui dans le tertiaire également.
40,5 % : travail à domicile
24,6 % : ouvrière
15 % : domestique
8,5 % : employée de bureau

##### Inégalités de revenus
Les femmes travaillent notamment le textile dans les usines. Les manufacturiers préfèrent les femmes aux hommes à l'embauche car ils leur attribuent un salaire inférieur à celui des hommes. En plus de leur travail, elles s'occupent de l'entretien de leur domicile, des repas de toute la famille et de l'éducation des enfants. Pendant la guerre, elles ont occupé tous les emplois laissés vacants, jusque dans les mines où le travail exige beaucoup de force. Il faut aussi noter les différences qu'il continu malheureusement d'exister entre femme et homme, en France...
| Métier                     | Femmes | Hommes | Rapport des salaires femmes/hommes (% en 2005) |
| -------------------------- | ------ | ------ | ---------------------------------------------- |
| Cadres*                    | 37253  | 48241  | 77                                             |
| Professions intermédiaires | 21380  | 24320  | 88                                             |
| Employés                   | 15755  | 16772  | 94                                             |
| Ouvriers                   | 14537  | 17290  | 84                                             |

- Y compris les chefs d'entreprise salariés.

Champ : Salariés à temps complet du secteur privé et semi-public.
Source : Insee, DADS 2005 (fichier définitif).
Au Royaume-Uni, une étude de 2018 révèle que la rémunération des femmes dans le secteur privé est de 12 % inférieure à celle des hommes. Près de 80 % des entreprises sont concernées.

#### Travail à temps partiel
Les notions de taux d'emploi et de taux d'emploi en équivalent temps plein sont différentes Les indicateurs utilisés, basés sur la durée hebdomadaire de travail, ne reflète pas les fluctuations annuelles de temps de travail. Ce n'est qu'à partir de 1990 que l'ont établi une distinction, dans les recensements, entre « travail complet » et « travail partiel ».
Au fil des générations, on observe en France une augmentation de femmes travaillant à temps partiels de tout âge. Parmi les femmes ayant un emploi à 30 ans, 13 % nées entre 1955 et 1959 sont en temps partiel, contre 17% dans les générations nées entre 1960 et 1964, et 20 % pour les 1964-1969.
En 2010 et en France, 29,1 % des femmes entre 25 et 49 ans sont à temps partiels, contre 4,7% pour les hommes.

##### Quelques éléments d'histoire

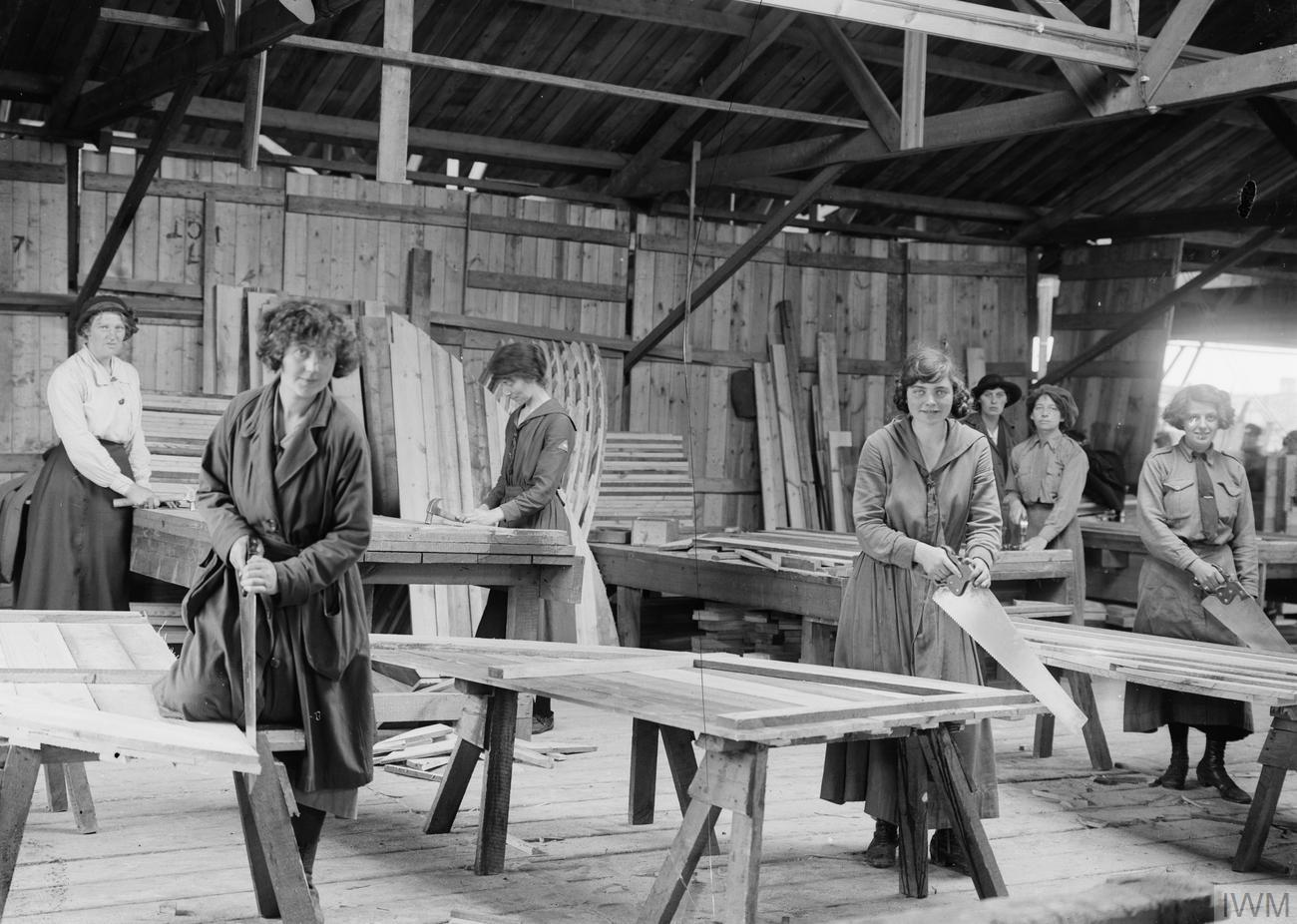
Pendant la Première Guerre mondiale. Les hommes à la guerre, les femmes se voient assigner des travaux traditionnellement attribués aux hommes. Charpenterie. Calais. 1917

Sur le plan historique, en France, certains métiers exercés majoritairement par des femmes sont réglementés depuis l'Ancien-Régime, au titre des corporations.
Par exemple, la corporation des couturières existe depuis la fin du XVIIe siècle, période où les corporations passèrent complètement sous l'autorité du roi. Par l'édit du 13 mars 1673, Louis XIV prescrivit la constitution en communauté de tous les métiers dans les villes et bourgs. C'est à cet édit que la corporation des couturières de Paris doit son existence. « Il n'appartiendra qu'aux marchands maîtres tailleurs, disaient les statuts des tailleurs de 1660, de faire et vendre toutes sortes d'habits et accoutrements généralement quelconques à l'usage d'hommes, de femmes et d'enfants ». Cependant les tailleurs employaient beaucoup d'ouvrières ; beaucoup de femmes, d'autre part, faisaient de la couture pour leur compte personnel malgré les statuts. Les couturières, au nombre peut-être de 3.000 à Paris, furent comprises en 1673, dans la liste des métiers de Paris à ériger en corporation. Ce ne fut toutefois qu'en 1675 que le roi ordonna la création, ayant entendu « la demande de plusieurs femmes et filles appliquées à la couture pour habiller jeunes enfants et femmes et ayant montré que ce travail était le seul moyen de gagner honnêtement leur vie» ; ces femmes suppliaient qu'on érigeât leur métier en communauté. Elles représentaient qu'« il était assez dans la bienséance et convenable à la pudeur et à la modestie des femmes et filles de leur permettre de se faire habiller par des personnes de leur sexe lorsqu'elles le jugeront à propos, que d'ailleurs l'usage s'était tellement introduit parmi les femmes et filles de toute condition de se servir des couturières pour faire leurs jupes, robes de chambres, etc. ; que nonobstant les saisies qui estoient faites par les jurez tailleurs et les condamnations prononcées contre les couturières, elles ne laissoient pas de travailler... ». Les couturières furent en effet constituées en communauté et purent légalement servir leur clientèle et faire concurrence aux maîtres tailleurs qui restèrent, il est vrai, investis exclusivement du droit de confectionner le corset et le vêtement de dessus. Cet épisode donne une idée des mille rivalités de métiers et des entraves au travail qui étaient alors la conséquence de l'organisation corporative.
Selon le Dictionnaire historique des arts, métiers et professions exercés dans Paris depuis le treizième siècle de Franklin, les métiers comptant des femmes sont bien présents, citons les Abouresses (femmes qui travaillaient à rembourrer des vêtements), ou les sages-femmes. Mais pour de nombreux métiers, leur exclusion du métier était un fait, allant parfois jusqu'au paradoxe. Pour les acteurs et professions du spectacle, par exemple. Il exista de tout temps des troupes de jongleurs, histrions, ménétriers, qui, de ville en ville, de château en château, s'en allaient à l'aventure, amusant peuple et seigneurs par leurs tours de force, leurs chansons, leurs farces. Vers la fin du quatorzième siècle seulement, des troupes d'acteurs de profession commencèrent à parcourir la France, se mirent parfois aux gages de quelque prince. Dans les comptes de la maison d'Orléans pour les années 1392 et 1393, il est fait mention de sommes payées à quatre « joueurs de personnages » attachés à la maison du duc. Les femmes n'eurent pendant très longtemps aucune part dans les représentations. Tous les rôles de femmes étaient joués par de très jeunes gens que l'on choisissait imberbes, avec la voix la plus douce possible. On ne connaît que trois pièces antérieures à 1550 où les rôles de femmes aient été certainement tenus par des femmes.